# Lijst van personages uit Flikken Maastricht
Deze pagina bevat een lijst van personages uit Flikken Maastricht.

## Hoofdpersonages

### Floris Wolfs
Floris Wolfs (Amsterdam, 2 mei 1965) is brigadier als hij overstapt naar de recherche. In Amsterdam Amstelland werkt hij aan verschillende grote recherche-onderzoeken mee en volgt verschillende cursussen. Na zijn affaire met Marloes Veenman (de vrouw van zijn politiepartner John Veenman), die resulteerde in de zelfmoord van haar man en uiteindelijk van haarzelf en haar zoontje, wordt Wolfs overgeplaatst naar Maastricht waar hij aan het team van Ellis Flamand wordt toegevoegd. Hij leert zijn dochter Fleur kennen. Zij wil eerst niets van hem weten, maar nadat hij haar leven heeft gered kunnen vader en dochter goed met elkaar opschieten. Wolfs woont sinds seizoen 1 in pension De Ponti, eerst samen met Frank en Eva en later, na de dood van Frank, alleen met Eva. In aflevering 13 van seizoen 1 schiet Eva Floris neer. In seizoen 4 wordt hij bijna vermoord, nadat Daan de Vos die zich eerst voordeed als aspirant-agent in werkelijkheid een man uit Wolfs’ verleden is en nog een appeltje met hem heeft te schillen. Eva weet hem tijdig te redden en De Vos wordt gearresteerd. Eind seizoen 5 wordt hij gearresteerd voor het stelen van 4 miljoen euro. In de film De overloper komt hij door een vormfout vrij. Later blijkt dat hij als undercover aan het werk was. Eind seizoen 6 zien Wolfs en Eva Daan de Vos weer op een terras zitten. Als De Vos hen later stalkt, komt Wolfs voor Eva en Fleur op. Eind seizoen 7 wordt De Vos vermoord en Wolfs komt te weten wie dat heeft gedaan. Dan staat hij voor een moeilijke keuze. Uiteindelijk wordt zijn dochter Fleur veroordeeld tot 12 jaar cel. Aan het einde van seizoen 8 raken Eva en Wolfs gewond bij een aanslag. In de laatste aflevering van seizoen 11 wordt hij met Eva en Fleur gegijzeld door Bols. Wolfs moet kiezen wie er dood moet. Hoewel hij voor Eva kiest, wordt Fleur alsnog vermoord, waarna hij in seizoen 12 Bea ontvoert. Aan het einde van dat seizoen schiet hij Bols dood. In de slotaflevering van seizoen 14 gaat Wolfs naar het huis van Lies Dewulf, lid van het misdadige genootschap Virtus et Justitia, om haar te arresteren. Hij wordt echter door Dewulf neergeslagen en vastgebonden. Dewulf steekt vervolgens het huis in brand waarna ze vertrekt. Wolfs overleeft dit echter, en weet later samen met Eva Lies op te sporen. In seizoen 16 wordt hij verdacht van moord op Donkersloot. Eind seizoen 17 schiet hij zonder dat hij het doorheeft Maurice dood. In seizoen 18 schiet hij Nico te hulp wanneer Nico wordt belaagd. Hierbij slaat hij de zoon van Ben Swart dood. Aan het einde van dat seizoen wordt hij achterna gezeten door de jongens van Ben Swart. Hij weet ze uiteindelijk allemaal te doden. Vervolgens schiet Ben Swart hem in zijn been. Wolfs weet hem daarna nog net op tijd dood te schieten. Vervolgens loopt hij moeizaam naar zijn auto toe om zwaargewond naar Eva toe te rijden. Hij verliest echter de macht over het stuur en botst waardoor hij in het ziekenhuis belandt. Aan het einde van seizoen 19 zegt een man tegen hem dat Wolfs zijn vader is, waarop diegene Wolfs met een vuist in het gezicht slaat.

### Eva van Dongen
Eva Magdalena van Dongen (Maastricht, 11 april 1984) is rechercheur bij de politie Limburg-Zuid als Wolfs daar komt werken. Eva is vrij koppig en in eerste instantie ook wantrouwend ten opzichte van Wolfs. Na verloop van tijd wordt de samenwerking tussen beide wel steeds beter. Er ontstaat zelfs een meer dan professionele band tussen de twee. Eva woont in het begin samen met Frank de Ponti in diens pension aan de Statenstraat 54. Ook heeft ze een broer, Maurice van Dongen, die voortdurend in de problemen komt. Eva probeert hem daar weer uit te helpen. Hun (overleden) vader traumatiseerde het gezin met huiselijk geweld en seksueel misbruik naar Eva toe. Moeder is overleden toen Eva nog jong was. De koppigheid van Eva brengt haar regelmatig in de problemen als ze zonder toestemming en overmoedig alleen op pad gaat. Zo schiet ze per ongeluk Wolfs neer tijdens een politie-actie in een grottenstelsel waarbij ze niet geacht werd aanwezig te zijn vanwege Maurice. Eind seizoen 2 wordt ze ontvoerd door Lei Cavelier, de partner van Bea Middelkoop, die Frank chanteert. Ze wordt uiteindelijk gered door Wolfs. Er volgt een onenightstand tussen die twee. Later komt ze opnieuw in de problemen bij een onderzoek naar neonazi's en tijdens het onderzoek naar de witwasbende die haar verloofde Frank de Ponti op hun trouwdag vermoordde. Ook wordt Eva verkracht als het team besluit om haar als lokaas te gebruiken in het onderzoek naar een serieverkrachter. Wolfs werd daarbij geacht op haar te letten, maar vertrok zonder iets te zeggen naar het ziekenhuis waar zijn dochter met spoed was opgenomen. In seizoen 6 blijkt ze zwanger te zijn. Ze krijgt echter een miskraam. Aan het einde van dat seizoen wordt een dochter uit een gezin aangerand, die op dat moment in het ouderlijk huis van Eva woont. De dader had een muziekspeler bij zich en draaide "het nummer" dat Eva's vader ook draaide "als hij zin had". Het graf van haar vader is om er zeker van te zijn dat haar vader niet de dader is, gedolven. De slaapkamer op zolder van de tiener was tevens Eva's kamer. Tussen het plafond en de spanten staken nog steeds een paar enveloppen, die Eva heeft achtergelaten. In seizoen 7 keert Daan de Vos weer terug en treitert hij zowel Eva, Fleur als Wolfs. Als hij later vermoord wordt worden Eva en Wolfs aangehouden als verdachten. Eind seizoen 7 wordt ze met Tonja en Wup gevangen gehouden door de motorclub 'De Hawkwinds'. Wolfs weet hen te bevrijden. Begin seizoen 8 blijkt dat Fleur Daan heeft doodgeschoten, waarna ze bekent en een gevangenisstraf van 12 jaar krijgt. Eind seizoen 8 krijgen Eva en Wolfs een auto-ongeluk en raakt ze ernstig gewond. Eind seizoen 10 wordt ze getaserd door Jens Bols. Begin seizoen 11 wordt bekend dat Eva bij de familie van Bols wordt vastgehouden. Ook komt ze achter de ware aard van Bols. Aan het eind van dat seizoen wordt ze samen met Wolfs gegijzeld door de Vizee's en later door Bols en Bea. Eind seizoen 12 wordt Eva door Albanezen ontvoerd, om Bols te chanteren. Bols heeft de Albanezen namelijk geript in een coke-deal. Eva wordt door haar ontvoerders gedrogeerd met de extreem verslavingsgevoelige drug heroïne. Ze weet met hulp van Akua te ontsnappen en wordt opgenomen in een afkickkliniek, met nog een enkele keer een terugval in gebruik. Haar leidinggevende Marlies Kamphuis eist begin seizoen 14 nog een urinecontrole. Aan het eind van dat seizoen wordt ze met andere vrouwen gevangen gehouden in een container. In seizoen 15 solliciteert ze naar de functie van Kamphuis, die zou stoppen met haar functie als Teamchef. Onverwachts wordt Donna Martina verkozen. Begin seizoen 16 wordt Eva alsnog Teamchef, omdat Donna werd vermoord door Eddie. Daarna doet ze alsnog afstand van haar baan als teamchef om weer partners te zijn met Wolfs. In seizoen 17 ziet ze na jaren haar broer Maurice weer terug. Het einde van dat seizoen wordt Maurice onbedoeld doodgeschoten door Wolfs. In seizoen 18 kom Eva te weten dat Maurice in een tbs-kliniek heeft gezeten. Een vriend van Maurice 'Tjong' vertelt aan Eva dat Maurice is misbruikt door hun oom Lucas. Aan het eind van seizoen 18 wordt ze samen met Nico gegijzeld door haar nichtje Ellis. Als ze weet te ontsnappen rent ze naar buiten en wordt ze vervolgens aangereden door haar nichtje Ellis. In seizoen 19 weet ze haar op te sporen in Luik. Als Ellis vervolgens wordt doodgeschoten beseft ze dat ze geen familie meer heeft en besluit ze "opnieuw te beginnen", waaronder door met een kort kapsel door het leven te gaan.

### Romeo Sanders
Romeo Sanders (Maastricht, 12 maart 1987) is de ambitieuze diender in het team. Zijn droom is: rechercheur worden. In het eerste seizoen patrouilleerde hij samen met Marion Dreesen als agent, maar dat veranderde toen ze bevorderd werden. In seizoen 1 belandde hij in een vechtpartij waar hij werd mishandeld en noodgedwongen zijn wapenknuppel moest trekken. Naarmate seizoen 3 vorderde werd hij hoofdagent. In seizoen 3 kreeg hij een vaste vriendin, Solange van Dommelen. Hij maakte het uit met haar nadat bekend werd dat zij contacten onderhield met misdadigers. Tijdens seizoen 3 was hij vervangend rechercheur. In seizoen 7 patrouilleert hij samen met Esmee van Rooy, die hij eerder ook heeft ingewerkt in seizoen 5. In seizoen 9 krijgt hij een tijdje bureaudienst omdat hij in seizoen 8 Tony Verwoerd zonder officiële verdenking heeft gecheckt in de databank. In seizoen 11 krijgt hij de opdracht een teruggekeerde Syriëganger in de gaten te houden. Later gaat hij op eigen houtje op onderzoek uit en wordt neergeschoten als hij er achter komt dat Mustafa en zijn vrienden terroristen zijn en een aanslag willen plegen op de kerncentrale Tihange. Ook krijgt hij dat seizoen een nieuwe vriendin, Latisha. Zij hoort echter ook bij Mustafa en wordt later doodgeschoten door Wolfs. In seizoen 13 volgt hij een cursus leidinggevende. In seizoen 19 zit hij op kickboksen. Aan het einde van seizoen 19 wordt hij door Joël per ongeluk neergestoken waardoor hij in coma belandt.

### Marion Dreesen
Maria Johanna Therese (Marion) Dreesen (Geleen, 17 september 1967) is de kalme diender in het team die in de eerste seizoenen meestal met Romeo Sanders patrouilleerde als hoofdagent. Ze heeft een zoon Frits. In seizoen 2 kreeg ze een minnaar genaamd René Bruren. Die vertelde over de affaire aan Marions man (Twan Dreesen), die daardoor van haar scheidde. Marion werd woest en verliet René. Later begint hij haar te stalken en Romeo weet haar op het nippertje te redden als ze in de handen van haar minnaar valt en deze haar wil vermoorden. In seizoen 3 klom ze op tot brigadier en kreeg ze ook de functie van wijkagent. In seizoen 6 raakt haar zoon Frits vermist. In datzelfde seizoen krijgt ze ook een nieuwe vriend, Brann Collins, die haar zoon heeft ontvoerd en hem op wilde laten draaien voor moord op de president van de Verenigde Staten. In seizoen 9 werd ze aangehouden door de rijksrecherche op verdenking van het lekken van informatie, maar al snel blijkt ze onschuldig te zijn. In datzelfde seizoen werkt ze ook de nieuwe stagiair Joe Verwaayen in. In seizoen 13 wordt ze door Lies Dewulf gedrogeerd en slachtoffer van een ongeluk. In seizoen 14 wordt ze slachtoffer van zinloos geweld. In datzelfde seizoen ziet ze ook haar tweelingzus Rian weer. Die blijkt echter geen goede bedoelingen te hebben. Eind seizoen 15 ziet ze een jongen van een dak af springen, wat grote indruk op haar emotionele toestand heeft. In seizoen 17 wordt PTSS bij haar geconstateerd, waarna ze in seizoen 18 in behandeling gaat bij een psycholoog. Ze krijgt nog enkele keren een terugval. Aan het einde van dat seizoen helpt ze Tara, een meisje dat ze ontmoette tijdens haar therapie, met afkicken van de heroïne. Tara ontsnapt echter maar wordt later weer teruggevonden door Marion. Eind seizoen 19 neemt ze de zorg van Tara weer op zich.

### Ellis Flamand
Ellis Flamand (12 juni 1948) is de hoofdinspecteur en teamchef in het eerste en vijfde seizoen. Ze leidt het team met een zorgzame doch strenge hand en vindt haar carrière belangrijker dan haar privéleven. Vanaf seizoen 2 kreeg ze een baan aangeboden bij Interpol (actrice Will van Kralingen nam ziekteverlof) maar keert in seizoen 5 weer terug, alwaar ze het stokje van Eugène Hoeben overneemt. In seizoen 6, een seizoen na De overloper, wordt bekend dat ze is gepensioneerd en wordt ze opgevolgd door hoofdinspecteur Frieda Mechels.

### Eugène Hoeben
Eugène Hoeben neemt de functie van Flamand over in seizoen 2. Hij doorliep bij de politie alle stadia en werd bevorderd tot hoofdinspecteur/teamchef. Hoeben leidt het team, net als Flamand, met een strenge hand en houdt zich aan het boekje. Hij kan goed overweg met Eva, Marion en Romeo. Met Wolfs kan hij minder goed overweg. Aan het begin van zijn verschijning zorgt hij er direct voor dat Eva van Dongen in dienst blijft, als zij ontslag wil nemen vanwege het neerschieten van Wolfs. In seizoen 3 krijgt hij leiding over een missie in verband met Eva die gestolen geld moet teruggeven aan witwassers. In seizoen 4 is hij overtuigd dat Wolfs een aandeel had in Loretta's verkrachting en stelt hij Wolfs op non-actief. In seizoen 5 wordt bekend dat Hoeben is bevorderd.

### Esmee van Rooy
Esmee van Rooy was de beginnende aspirant-agent die voor het eerst voorkwam in seizoen 5. In het begin verknoeit ze een onderzoek, doordat ze op eigen houtje een aanknopingspunt onderzoekt. In datzelfde seizoen wordt ze aangereden door een auto tijdens een verkeerscontrole en raakt zwaargewond in coma. Uiteindelijk ontwaakt ze uit haar coma. In seizoen 6 is ze niet te zien. In seizoen 7 keert ze weer terug en wordt bekend dat ze gepromoveerd is en als agente dienstdoet in Maastricht. In seizoen 8 krijgt ze een nieuwe vriend, Tony Verwoerd. Romeo ontdekt echter dat Tony crimineel blijkt te zijn en probeert Esmee hiervan te overtuigen, maar wil hier niets van weten. Begin seizoen 9 komt zij ook achter de ware aard van haar vriend en volgt ze hem naar Luik. Als Tony haar daar betrapt houdt hij Esmee vast, mishandelt haar en later snijdt hij ook haar stembanden door. Uiteindelijk vinden Marion en Romeo haar bij Montagne de Bueren, maar ze overlijdt even later aan haar verwondingen.

### Frieda Mechels
Frieda Mechels was hoofdinspecteur van het team. Ze was zichtbaar strenger en minder vrij dan Flamand en Hoeben. Ze werkte in de gevangenis, doorliep een militaire carrière en belandde uiteindelijk bij de politie. Vanwege haar militaire achtergrond kreeg ze als beginnend hoofdinspecteur onmiddellijk leiding over de operatie die het bezoek van de Amerikaanse president in goede banen moet leiden. Ondanks haar strengere manier van werken, is ze aanzienlijk begaan met 'haar mensen'. Dit heeft er voornamelijk meerdere keren voor gezorgd dat Eva en Wolfs konden blijven werken als rechercheurs, nadat ze in de ogen van hogere hand niet te handhaven zijn wanneer ze niet volgens het boekje werken. In seizoen 12 werd ze kort gegijzeld. In de tweede aflevering van het dertiende seizoen werd ze door Wolfs dood gevonden in haar achtertuin. Ze blijkt vermoord te zijn door het geheime genootschap Virtus et Justitia, waar ze zelf lid van was, met een fles vergiftigde whisky waar ze van dronk.

### Marlies Kamphuis
Marlies Kamphuis is hoofdcommissaris van beroep. Ze komt in seizoen 11 op bezoek bij Frieda Mechels in verband met het onderzoek naar de officier van justitie Jens Bols. Ook is ze aanwezig bij de tevredenheidsbetuiging van Romeo. Na het plotselinge overlijden van hoofdinspecteur Frieda Mechels in seizoen 13 neemt Kamphuis de leiding van het team tijdelijk over naast haar gewone werk. Ze is strenger dan Mechels en wil direct een frisse wind door het team laten waaien. Wolfs en Van Dongen zitten echter niet te wachten op de komst van mevrouw Kamphuis, zeker als die in elke recherchezaak hamert op het belang van een urenbegroting en andere bureaucratische elementen. In seizoen 14 beginnen Eva en Wolfs steeds meer te vermoeden dat Kamphuis ook bij het genootschap Virtus et Justitia hoort. Dit blijkt uiteindelijk niet zo te zijn, aangezien Wolfs en Eva als ze de volledige ledenlijst van het genootschap in handen krijgen hier haar naam niet op terugvinden. In seizoen 15 is ze het gedrag van Wolfs meer dan zat en stelt een disciplinair onderzoek naar hem in. Aan het eind van dat seizoen wordt bekend dat Kamphuis is gepromoveerd en wordt opgevolgd door Donna Martina.

### Donna Martina
Donna Martina is in seizoen 15 inlichtingenofficier van de AIVD, zij kwam naar het bureau naar aanleiding van de bombriefzaak die het land in de ban hield. Ze weet Eddie Wijnberg op te pakken en komt later met Eva en Wolfs in conflict. Ook wordt duidelijk dat ze Eddie Wijnberg al jaren kent van een eerdere zaak. Op het eind van seizoen 15 wordt duidelijk dat Donna Martina Marlies Kamphuis opvolgt als Teamchef van team Maastricht. In de eerste aflevering van seizoen 16 is Eddie dood gevonden in zijn cel. Ze verbiedt Eva en Wolfs zich met de zaak te bemoeien. Later als Eva en Wolfs erachter komen dat Eddie nog leeft gelooft ze hen niet. Uiteindelijk nadat zij haar auto op de helling naar haar parkeerkelder stilzet en uitstapt omdat haar afstandsbediening voor de garagedeur niet werkt, zet Eddie de auto in z'n vrij en de auto plet Donna tegen de garagedeur waarna ze overlijdt.

### Thea Zitman
Thea Zitman is in het vijftiende seizoen een medewerker van de afdeling Veiligheid, Integriteit en Klachten (VIK) die met Wolfs in gesprek gaat over de onderzoeken van de rijksrecherche naar hem. In seizoen 16 wordt zij hoofdinspecteur nadat Eva haar functie heeft teruggegeven. In seizoen 19 komt haar functioneren onder een vergrootglas te liggen en maakt ze kans haar baan te verliezen, maar aan het eind van het seizoen wordt duidelijk dat het gedane onderzoek positief uitpakt voor Zitman.

## Terugkerende personages
Hieronder staan de terugkerende personages genoteerd per eerste verschijning.

### Seizoen 1
Fleur de Keyzer-Wolfs
Fleur de Keyzer-Wolfs (Amsterdam, 29 juli 1985 - Maastricht, 17 februari 2017) is de dochter van Floris Wolfs. In de tweede aflevering komt Fleur haar vader tegen in Maastricht. In het verleden heeft Fleur haar jeugd doorgemaakt alleen met haar moeder. Wolfs wil zijn dochter beter leren kennen en probeert toch in contact te komen met haar. Fleur weigert alle hulp van haar vader, maar uiteindelijk ziet ze toch in dat ze haar vader nodig heeft. Als Fleur een vriendje krijgt, Luca de Keyzer, heeft haar vader daar moeite mee. Wolfs probeert te achterhalen wat Luca allemaal verbergt en hij wil dit aan Fleur vertellen. In de laatste aflevering van seizoen 3 wordt Luca doodgeschoten door Wolfs en gaat hij er met het geld vandoor. Fleur denkt eerst dat haar vader Luca met opzet heeft doodgeschoten, maar later bleek dat het noodweer was. Fleur verwerkt haar verdriet met pillen en komt terecht in een kliniek, waar voor haar wordt gezorgd. In de eerste aflevering van seizoen 5 wordt Fleur levend begraven door Daan de Vos. Daan probeert Wolfs stuk te maken vanwege het verleden. Maar op het laatste moment wordt ze gered en wordt Daan aangehouden wegens poging tot moord. In seizoen 7 keert Daan weer terug in Maastricht om opnieuw het leven van Wolfs zuur te maken. Fleur is daar slachtoffer van als Daan zoutzuur in haar gezicht gooit. Fleur komt dan thuis en vertelt het aan haar vader en Wolfs is van plan om Daan definitief uit te schakelen, maar dat vindt Eva een slecht idee en ze verstopt het wapen van Wolfs. In de aflevering Hawala blijkt Daan doodgeschoten te zijn met een politiewapen en worden Wolfs en Eva ervan verdacht. De Rijksrecherche krijgt dan meer bewijs dat Eva de moord op Daan de Vos heeft gepleegd en ze wordt aangehouden. Wolfs kan niet geloven dat Eva zoiets zou doen en hij stuurt de kogel en het huls op naar het lab. Uit het onderzoek blijkt dat de huls uit het wapen van Eva komt en de kogel uit het wapen van Wolfs. In seizoen 8 denkt Wolfs dat Fleur hier iets te maken mee heeft en confronteert hij haar. Als Jens Bols op het punt staat om Wolfs aan te houden, hoort Wolfs van Fleur dat zij de moord op Daan de Vos heeft gepleegd. Wolfs wil van Jens Bols weten of hij haar aanklaagt voor de moord op Daan de Vos. Na een rechtszaak krijgt ze een celstraf van 12 jaar. In seizoen 10 hoort Wolfs dat zijn dochter, die onder haar moeders naam is ingeschreven, wordt bedreigd door mensen die hij heeft opgesloten. Wolfs neemt een besluit en bevrijdt zijn dochter uit de gevangenis. Hij zet zijn dochter dan op het vliegtuig naar Brazilië. In de laatste aflevering van seizoen 11 keert Fleur terug naar Nederland om haar straf uit te zitten. Vanuit haar hotelkamer wordt ze door Bea Middelkoop meegenomen waarna ze door Bols wordt gegijzeld. Wolfs krijgt de keuze wie Bols zal doden. Hoewel hij voor Eva kiest schiet Bols, voor de ogen van Wolfs en Eva, Fleur dood.
Frank de Ponti
Franciscus Gijsbertus (Frank) de Ponti de vriend van Eva van Dongen. Frank heeft een eigen restaurant dat Pension de Ponti heet, gelegen aan de Statenstraat 54. Als Eva thuis komt van haar werk, heeft Frank haar collega Floris Wolfs in huis gehaald. Op de markt geeft Floris Frank wat tips over het koken van recepten en ook koken Floris en Frank samen recepten. Als Eva thuiskomt heeft Frank een verrassing voor Eva: hij heeft de broer van Eva, Maurice van Dongen in huis gehaald. Frank blijft Wolfs een rare vogel vinden, zegt hij tegen Eva. In seizoen 2 besluit Frank 'de Ponti' uit te gaan breiden. Hij gaat hij met Bea Middelkoop in zee. Bea blijkt echter een witwasser te zijn. Frank krijgt een brief waarin staat dat hij schulden heeft bij de bank die hij moet terugbetalen. In de laatste aflevering van seizoen 2 wordt Eva vastgehouden door een van de witwassers. Wolfs wordt gebeld door de witwasser die Eva vasthoudt, met het bericht dat ze Eva pas laten gaan als hij Bea naar hem toebrengt. Wolfs kan Eva net op tijd redden, maar hij heeft wel zijn baan op het spel gezet. Als alles weer achter de rug is, vraagt Frank Eva ten huwelijk, maar wat Frank niet weet is dat Wolfs en Eva met elkaar naar bed zijn geweest. Frank vraagt Wolfs als zijn getuige. Frank heeft al een plek in gedachten om te gaan trouwen. Wolfs biecht aan Frank op dat hij en Eva met elkaar naar bed zijn geweest en Wolfs wil dat Frank kwaad op hem wordt, maar Frank zegt Dat is geweest, ze heeft nu voor mij gekozen. Op de dag dat Frank en Eva gaan trouwen, is Wolfs zelf niet aanwezig vanwege wat er is voorgevallen tussen hem en Frank. Op het moment dat Eva het jawoord al heeft gegeven en Frank daartoe op het punt stond, wordt hij neergeschoten door een scherpschutter. Niet veel later overlijdt Frank in het ziekenhuis aan zijn verwondingen.
Maurice van Dongen
Maurice van Dongen is de broer van Eva van Dongen. Maurice is opgegroeid zonder moeder en vader en Eva probeert hem op het goede pad te krijgen. Als Maurice volwassen is gaat het wel de slechte kant met hem op. Frank de Ponti probeert Maurice te helpen door hem een baan aan te bieden in zijn restaurant Pension de Ponti. Ook mishandelt Maurice Romeo Sanders, hij dacht dat het iemand anders was die hij zag, maar gelukkig kwam net op tijd Marion Dreesen langs om Romeo te redden. Eva komt ook af en toe even langs bij Maurice om te kijken hoe het met hem gaat. Maurice wacht op Eva om samen te lunchen, maar Eva zit midden in een gijzeling. Frank nodigt Maurice uit om te logeren in de Ponti. Als Eva thuiskomt, ziet ze Maurice en vraagt Eva aan Frank wat hij hier doet, dan zegt Frank dat Maurice hier logeert. Eind seizoen 1 gaat Maurice werken met een criminele bende en helpt Danneels te ontsnappen. Daarna wordt Maurice aangehouden omdat hij heeft meegewerkt met de criminele bende. Als Maurice in de gevangenis zit, gaat Eva hem voor de laatste keer bezoeken en vertelt Maurice dat hij waarschijnlijk naar een andere gevangenis moet om zijn straf uit te zitten. Na die aflevering verdwijnt Maurice van Dongen uit de serie, om in seizoen 17 weer op te duiken. Hij helpt daar Terry en Eddie Wijnberg, een rivaal van Wolfs en Eva, waarbij hij de opdracht krijgt om een afgelegen huis te verdedigen tegen criminelen. Deze "criminelen" blijken Wolfs en Eva te zijn en in een vuurgevecht aan het einde van dat seizoen schiet Wolfs zonder dat hij het doorheeft Maurice dood.
Frits Dreesen
Frits Dreesen is de zoon van Marion Dreesen. Frits had in seizoen 1 een bijrol waarin hij te maken had met een zaak en waar Marion later achter kwam. Ook kreeg Frits nog andere problemen voor zijn kiezen. In seizoen 3 kwam Frits eenmalig in beeld wanneer zijn moeder in een hotel logeert. In seizoen 6 kwam Frits ook nog een aantal afleveringen in beeld wanneer Bran Collins Frits ontvoerde. Bran Collins had een relatie met Marion die een aantal weken duurde tot Marion erachter kwam dat Bran Collins Frits had ontvoerd. Marion hoorde dat Gerry Utters zijn naam heeft veranderd in Bran Collins en kwam er uiteindelijk achter dat hij de Amerikaanse president wilde vermoorden. Bran Collins houdt Frits gegijzeld in een kapel en laat hem lopen als de aanslag op de president is gelukt en het moet lijken alsof Frits de dader is. Als Floris Wolfs en Eva van Dongen achter de waarheid komen proberen ze zelf de kapel binnen te komen, maar dat laat Bill Stark niet toe. Als de President aankomt en wil uitstappen, laten Wolfs en Eva dit uit de hand lopen en vertrekt de president. De president is nog net op tijd gered door Wolfs en Eva, maar toch laat Bran Collins Frits vrij en wordt hij opgepakt door de Marechaussee. Als Marion Bran Collins ziet lopen, schiet Bill Stark hem neer en overlijdt hij ter plekke. Frits wordt daarna vrijgelaten als ze erachter komen dat Bran Collins dit plan heeft bedacht. Bill Stark bleek meegeholpen te hebben aan dit voorbereid plan en komt hiermee weg. In seizoen 7 wordt dankzij hem het lichaam van een overleden oom teruggevonden.

### Seizoen 2
Ernestine van Leeuwen
Ernestine van Leeuwen is een officier van justitie. Ze werkt officieel bij het Openbaar Ministerie (het OM), maar bemoeit zich altijd met de zaak van Wolfs en Eva. Veel zaken worden dan ook overgeplaatst naar het OM, zoals de zaak waarbij Bea Middelkoop (zie verder) opdracht gegeven had om een moord te plegen. Daarnaast denkt Eva dat Wolfs en van Leeuwen iets hebben, Maar dat blijkt niet te zijn.
Timo Rozenveld
Timo Rozenveld is de patholoog die voor Wolfs en Eva altijd verslag doet van hoe het slachtoffer gestorven is. Hij wil altijd iets terug voor de hulp en is vaak humoristisch op een manier, en laat soms blijken dat hij een oogje op Wolfs heeft waar Wolfs zijn wenkbrauwen bij optrekt.
René Bruren
René Bruren is een vroegere schoolvriend van Marion. Als zijn dochter aangehouden wordt, ziet hij Marion weer op het bureau. Ze spreken vaak af en ze krijgen een relatie, hoewel ze allebei getrouwd zijn en kinderen hebben. René scheidt uiteindelijk van zijn vrouw en wil met Marion verdergaan. Als Marion niet wil scheiden, en wil stoppen met de relatie, roept René in de bakkerij van haar man (Twan Dreesen) dat Marion vreemdgaat met hem. Hierdoor wil Marion hem niet meer zien, en hij begint haar te stalken. Als René Marion insluit in een hotelkamer, probeert Marion hem te overmeesteren, maar dit mislukt. Als Romeo de hotelkamer binnenkomt op het moment dat René Marion wil doodschieten, schiet René zichzelf door zijn mond.
Bea Middelkoop
Bea Middelkoop is een crimineel waar Frank de Ponti tijdens de uitbreiding van zijn pension per ongeluk zaken mee deed. Toen De Ponti de politie over hun praktijken in dreigde te lichten, kreeg hij een kogelbrief. Ze zouden Eva van Dongen vermoorden als Frank de Ponti zijn mond niet hield. In de laatste aflevering van seizoen 2 werd Middelkoop door de politie gearresteerd. Haar partner, notaris Lei Cavelier, kidnapte Eva. Wolfs moest Middelkoop uitleveren anders zouden ze Eva vermoorden. In de laatste aflevering werd bekend dat Bea Middelkoop door de politie op het vliegveld gearresteerd was. In seizoen 11 keert Bea terug als degene die de politieke partij Plaatselijk Belang overneemt met dertien spelers van FC Victoria. Ze heeft een eenmanszaak Middelkoop Finance en was acht maanden geleden haar resocialisatietraject gestart. Eva en Wolfs onderzoeken de moord op de partijvoorzitter en verdenken Bea. Zij blijkt de moord uiteindelijk niet gepleegd te hebben. Later helpt ze voormalig officier van justitie Jens Bols om de familie Vizee geld afhandig te maken en Wolfs, Eva en Fleur te ontvoeren en geeft ze Bols ook een vals paspoort met een nieuwe identiteit. Wolfs ontvoert haar in seizoen 12 om achter Bols' nieuwe naam te komen; Markus Wulff. Bea ontsnapt echter en komt om het leven als ze tijdens haar vluchtpoging van een flatgebouw valt.
Lei Cavelier
Lei Cavelier is de partner van Bea Middelkoop en hij deed mee met haar misdadige praktijken. In eerste instantie deed hij zich voor als een betrouwbare man, maar bleek later betrokken te zijn bij het witwassen van geld. In de laatste aflevering van seizoen 2 ontvoerde hij Eva. In ruil voor Bea Middelkoop zou hij de huidige verblijfplaats van Eva onthullen. Later wordt bekend dat de Criminele Inlichtingen Eenheid Cavelier en Middelkoop bij de grens had gearresteerd.
Luca de Keijzer
Luca de Keijzer presenteert zich als het vriendje van Fleur en werkt zogenaamd als roltrapmonteur. Wolfs vertrouwt hem niet en haalt hem door het systeem. Als er in een zaak pillen worden verhandeld, blijkt Luca hier een handje in te hebben. Ook geeft hij Fleur pillen. Het blijkt dat hij een crimineel is, maar Fleur gelooft hier niks van en trouwt met hem in Singapore. Vanaf dan gaat alles mis voor Fleur. Luca chanteert de politie om Fleur met een koffer vol XTC over de grens te sturen. Het blijkt dat hij bij de witwassers van Frank hoort en het geld wil en de relatie met Fleur alleen begonnen is om Wolfs te chanteren. Op het einde van de laatste aflevering van seizoen 3 wordt hij doodgeschoten door Wolfs.

### Seizoen 3
Solange van Dommelen
Solange van Dommelen heeft een bowlinghal overgenomen van een derde waar Romeo haar leert kennen. Bij het wijkteam van Marion komt naar voren dat Solange niet aan de brandvoorschriften voldoet. Als ze dit opgelost heeft, blijkt dat de bowlinghal is opgericht met zwart geld. Als Romeo hierachter komt is hij genoodzaakt het met haar uit te maken.

### Seizoen 4
Daan de Vos
Daan de Vos doorliep zijn studie in de Verenigde Staten en werkte daar ook als politie-agent. Hij moest noodgedwongen terugkeren naar Nederland, omdat zijn zus zelfmoord pleegde. Wolfs had haar namelijk verlaten na een affaire. Na de dood van zijn zus, bezwoer hij wraak te nemen op Wolfs. Hij deed zich voor als aspirant-agent en werd door Eugène Hoeben gepromoveerd tot rechercheur, geheel tegen de zin van de ambitieuze Romeo, die ook rechercheur wilde worden. Aan het einde van seizoen 4 hing hij Wolfs op, maar die werd ternauwernood gered door Eva. Hierna slaagt hij erin om Wolfs' dochter Fleur levend te begraven. Ze wordt echter op het nippertje gered. Ook probeert hij Wolfs alsnog te vermoorden door een bom in zijn jas te stoppen. Vervolgens probeert hij met de boot te vluchten. Eva schiet echter de motor in brand waardoor de boot ontploft en Daan in het water springt waarna hij wordt gearresteerd. Midden seizoen 6 wordt duidelijk dat Daan zijn hoger beroep heeft gewonnen en weer vrij komt. In de allerlaatste scène van seizoen 6 heeft hij zijn straf uitgezeten en zit hij op een terrasje achter Wolfs en Eva. Wolfs en Eva besluiten hem op te pakken omdat ze beseffen dat hij te maken heeft met een mysterieuze verkrachtingszaak, maar in seizoen 7 wordt duidelijk dat de aanhouding onterecht was. Daarom wordt er een contactverbod afgesproken. Daan mag geen contact hebben met Fleur, Wolfs en Eva en andersom mag dit ook niet. Dit verbod wordt door Daan deels genegeerd waarna hij hen nog meerdere malen aanspreekt. Na meerdere bedreigingen schiet Fleur Daan bij het home van de Hawkwinds dood.

### Seizoen 5
Joes
Joes is in het vijfde seizoen te zien, in eerste instantie als barkeeper van hotel Le Grand Empereur. Daar verblijven Wolfs en Eva, nadat Daan de Vos de Ponti heeft opgeblazen. Joes en Eva zijn vaak met elkaar in gesprek en besluiten samen eens te gaan boksen. Wat Wolfs en Eva echter niet weten is dat Joes voor de KLPD werkt en hen in de gaten houdt. De KLPD zit achter het verdwenen geld aan dat Wolfs in zijn bezit heeft. Op het moment dat Wolfs de parkeergarage van het hotel wil verlaten, wordt hij aangehouden door Joes en de KLPD en vinden ze het geld in de auto van Wolfs. Eva is er getuige van dat Joes haar heeft voorgelogen over dat hij voor de KLPD werkt.

### Seizoen 6
Kris de Vlier
Kris de Vlier is een oud-medewerker van de AIVD. Als Wolfs bezig is met een privé-onderzoek naar de vrijlating van Griekse antiglobalisten, zoals Mechels zegt, vraagt hij Kris om een dossier bij de AIVD los te krijgen. In seizoen 7 sluit Wolfs zich aan bij de Motorclub van Kris, een motorclub met een culinaire inslag. Hij komt dan ook geregeld koken in De Ponti. Ook heeft hij een slijterij waar ooit een steen naar binnen werd gegooid door de Hawk Winds.
Bill Stark
Bill Stark komt naar Nederland als de president van de Verenigde Staten naar Nederland komt. Hij helpt Mechels met de coördinatie, maar onder zijn leiding worden ook de antiglobalistische Grieken vrijgelaten na een lek binnen het team. Het blijkt dat hij een undercoveractie in Nederland houdt, samen met de Amerikaanse Geheime Dienst. In de laatste aflevering van het seizoen schiet hij Garry Utters dood, naar wie hij zelf gelekt heeft.
Garry Utters alias Brann Collins
Garry Utters, die zich voordoet als Brann Collins, was eerst violist in een clubje waarin ook Frits zat. Hij wordt daarna de vriend van Marion en woont in het kraakpand waarin ook de Griekse antiglobalisten wonen. Eva en Wolfs komen er tijdens een onderzoek achter dat Brann niet degene is waar hij zich voor uitgeeft. Zijn echte naam is Garry Utters, hij is een huurmoordenaar die voor de IRA werkt. In de laatste aflevering heeft hij ook Frits gegijzeld en laat hem bijna opdraaien voor de poging tot moord op de president. Hij wordt later doodgeschoten door Bill Stark.

### Seizoen 7
Brigit de Nooijer
Brigit de Nooijer is een rijksrechercheur die de moord op Daan de Vos onderzoekt waar Floris Wolfs en Eva van Dongen van worden verdacht. Vanaf het zevende seizoen is Daan de Vos namelijk weer op vrije voeten, en bereidt hij weer een plan voor om het leven van Wolfs, Eva en Fleur zuur te maken. Hij uit bedreigingen, mishandelt Fleur en probeert een aanslag te plegen op Wolfs en Eva. Wolfs was van plan om Daan de Vos definitief te vermoorden, maar wordt tegengehouden door Eva. Na een paar dagen wordt Daan de Vos toch dood aangetroffen bij het clubhuis van een motorclub waar hij lid van was. Wolfs en Eva worden verdacht van moord en de Rijksrecherche heeft bewijzen dat Eva dit heeft gedaan. Uiteindelijk belandt niet Eva in de gevangenis, maar Fleur, die de moord daadwerkelijk gepleegd heeft. In seizoen 9 krijgt Marion te maken met de Rijksrecherche, als ze verdacht wordt van computerfraude, maar al snel blijkt dat ze er niet achter zit. Brigit de Nooijer komt in seizoen 11 opnieuw terug. Zij onderzoekt de bedreigingen aan het adres van OvJ Bols.
Tonja Lacroix
Tonja Lacroix is een vroegere vriendin van Eva die zij toevallig tegenkomt in een café. Als zij aan haar vertelt dat haar vriend Wup van Iersel bij motorclub de Hawkwinds zit, wil Eva haar inlijven als informante. Later wordt ze verraden door Daan de Vos. In de laatste aflevering worden ook Wup en Eva in de val gelokt door die groep. Later weten ze met hulp van Wolfs vrij te komen.
Wouter Post
Wouter Post leidde als Officier van Justitie in het zevende seizoen het onderzoek naar de ontvoering van Tonja Lacroix en motorclub de Hawkwinds. Eva, die inmiddels verdacht wordt van de moord op Daan de Vos, wordt gebruikt als lokaas samen met Wup van Iersel. In het dertiende seizoen is hij terug in Maastricht als OvJ.

### Seizoen 8
Jens Bols
Jens Bols is officier van justitie. Hij verdenkt Floris Wolfs ervan dat die de moord op Daan de Vos heeft gepleegd en dat Eva van Dongen onschuldig vastzit. Aan het eind van seizoen 8 wordt Bols verdacht van het lekken van informatie. Na een schietpartij in een afgraving tussen onbekende groepen raakt Bols zwaargewond. In seizoen 9 wordt er nog steeds getwijfeld of Bols wel het lek was geweest; hij helpt later het team om de maffialeden op te pakken. In seizoen 10 wordt hij door onbekende criminelen bedreigd wat uitmondt op een schietpartij en een autobom. Hierop wordt Bols naar een safehouse overgebracht en permanent beveiligd door Eva. Eva denkt dat hij de dood van zijn vrouw Katharina Bols-Polak probeert te verbergen en komt er achter dat Bols iets geheimzinnigs in zijn schild voert. Luttele momenten later tasert Bols haar en het is nog de vraag of Eva het incident overleeft. In de eerste aflevering van seizoen 11 blijkt dat Eva is ontvoerd door Bols. Ze zit bij zijn familie, waaronder zijn broer Sylvester, in België en hij vertelt haar dat zij ´bij hem hoort´. Haar vermoedens dat Bols een moordenaar is blijken terecht als hij een postbezorger vermoordt. Ook rekent Bols bloedig af met hacker Jesse Velthuis die mogelijk tegen hem kan getuigen en een vriendin van haar. Uiteindelijk wordt hij ontmaskerd door Wolfs en de Belgische politie. Zijn familie wordt opgepakt, maar Bols zelf weet te ontsnappen. Wolfs en Eva weten niet dat hij stiekem ondergedoken zit in de boerderij van de familie Vizee in Maastricht en hen daarvandaan kan bedreigen. Ook werkt hij samen met Bea Middelkoop om al het geld van de familie Vizee te stelen. Als Bartho Vizee daarachter komt, vermoordt Bols hem ook. Uiteindelijk bedenkt hij een geraffineerd plan om Eva alsnog te kunnen ontvoeren en laat Eva, Wolfs en Wolfs' dochter Fleur ontvoeren. Als Eva weigert met hem mee te gaan, laat hij Wolfs kiezen of hij Eva of Fleur dood zal schieten. Hoewel Wolfs voor Eva kiest, wordt Fleur toch doodgeschoten door Bols. Bols vlucht vervolgens naar het buitenland onder de valse naam Markus Wulff. In de loop van seizoen 12 keert hij terug naar Nederland. Bij zijn terugkomst vermoordt hij ook nog Tofik. In de cliffhanger van seizoen 12 wordt hij uiteindelijk doodgeschoten door Wolfs.
Angelique Meertens
Angelique Meertens is de moeder van Fleur. Ze komt Wolfs en Fleur te hulp wanneer Wolfs erachter komt dat Fleur de moord op Daan de Vos gepleegd heeft. Ze is aanwezig bij de rechtszaak van Fleur. Ook in seizoen 11 keert ze terug, wanneer Wolfs voortvluchtig is.
David Boesmeer
David Boesmeer is de psycholoog van Eva en Fleur. Eva heeft veel meegemaakt in de gevangenis waardoor ze een paniekaanval kreeg. Hoofdinspecteur Frieda Mechels wil dat Eva gaat praten met een psycholoog. De gesprekken tussen David en Eva gaan vooral over Eva's verleden en over Wolfs. In seizoen 9 blijkt dat David ook bij de maffia hoort, hij wordt in de cliffhanger van seizoen 9 met de andere maffia-leden opgepakt.
Tony Verwoerd
Tony Verwoerd heeft een relatie met Esmee. Romeo vertrouwt hem meteen al niet. Tony blijkt een strafblad voor het mishandelen van zijn ex-vriendin te hebben. Maar als Romeo dit Esmee vertelt gelooft ze hem niet. Tony heeft meerdere jaren in Afghanistan gevochten maar is gestopt als militair. Ook Tony heeft zich aangesloten bij de drugsbende waar meerdere ex-militairen bij zitten. Hij vermoordt Esmee begin seizoen 9 en verdwijnt daarna. Het lijkt er even op dat hij dood is, maar dat is niet zo. Hij wordt in de cliffhanger van seizoen 9 door Romeo doodgeschoten, omdat hij op hem af kwam met een mes.

### Seizoen 9
Joe Verwaayen
Joe Verwaayen is een stagiair die begeleid wordt door Marion. Hij is de tijdelijke vervanger van Romeo op straat omdat deze bureaudienst heeft. Hij kan zich vaak moeilijk beheersen. Marion is daarom van mening dat Joe niet geschikt is voor het politiewerk. Hij heeft reeds afscheid genomen van het korps omdat zijn stage-periode er op zit. Hij keert in seizoen 11 kortstondig terug.

### Seizoen 10
Larry Konings
Larry Konings is de computerexpert die Wolfs en Eva meerdere malen ondersteunt in zaken, o.a. in hun onderzoek naar Virtus et Justitia en de daaraan gerelateerde Oost-Europese bende vrouwenhandelaren in seizoen 13,14 & 15. In seizoen 18 wordt hij ontvoerd door criminelen. Wolfs en Eva weten hem te bevrijden. Daarna blijkt dat hij een zus heeft.

### Seizoen 11
Mustafa Aziz
Mustafa Aziz is een terugkerende Syriëganger die gemonitord wordt door Romeo. Romeo komt erachter dat Mustafa en twee van zijn vrienden terroristen zijn en een aanslag willen plegen op de kerncentrale Tihange. Uiteindelijk worden Mustafa en zijn vrienden doodgeschoten tijdens hun mislukte aanslag.
Familie Vizee
De familie Vizee, bestaande uit Julie, Bartho, Romijn en Mariëlle, is een criminele familie die op een boerderij net buiten Maastricht woont. In seizoen 11 duikt Jens Bols bij hun onder en regelt samen met Bea Middelkoop hun geldzaken. Aan het einde van seizoen 11 verraden Bols en Bea hen en gaan ze er met al hun geld vandoor. Bartho wordt uiteindelijk vermoord door Bols wanneer hij hem ermee confronteert, Julie wordt meegenomen naar het bureau, en Romijn, die ook verantwoordelijk is voor twee moorden, komt om het leven tijdens een gevecht met Wolfs. Wat er met Mariëlle is gebeurd, blijft onbekend.
Latisha Ramautar
Latisha Ramautar is de nieuwe vriendin van Romeo in seizoen 11. Ze leerde hem kennen toen ze een bekeuring kreeg van Romeo. Als Romeo in het ziekenhuis ligt zoekt ze hem op en hoort wat er is gebeurd. Marion komt er later achter dat ze het vierde lid van de groep terroristen is en dat ze een zelfmoordaanslag wil plegen op het politiebureau van Maastricht. Bij het politiebureau probeert Romeo Latisha tegen te houden, maar uiteindelijk wordt ze doodgeschoten door Wolfs.

### Seizoen 12
Peter Mooy
Peter Mooy is de vervanger van Wolfs (die gestopt is met werken na de dood van zijn dochter) en de nieuwe partner van Eva in seizoen 12. Eva kan het niet goed met hem vinden en vindt hem te ijdel voor het werk. Daardoor botsen de twee steeds met elkaar. Nadat hij Eva kust in het hotel in Amsterdam stuurt Eva hem weg, vanwege seksuele intimidatie.
Daisy Bakker en Edwin de Ridder
Daisy Bakker en Edwin de Ridder zijn de buren van Marion. Edwin is eigenaar van een pitbull, die hij, ook al is dit verboden, voortdurend los laat rondlopen. De twee worden er door Marion van verdacht Daisy's dochtertje te mishandelen/verwaarlozen. Als dit dochtertje uiteindelijk wordt gekidnapt door een medewerker van Jeugdzorg, komt de aap uit de mouw: om de problematische schulden van Daisy te kunnen betalen, heeft Edwin het meisje - overigens zonder succes - online aan pedofielen aangeboden.
Akua
Akua is een dame van lichte zeden en leeft bij de Albanese maffia, die aan het einde van seizoen 12 Eva ontvoert om Bols te chanteren. Ze raakt al snel min of meer bevriend met Eva en helpt haar ontsnappen. In seizoen 13, als Eva een terugval heeft in haar bij de Albanezen opgelopen heroïneverslaving en naar Luik trekt, blijkt Akua zich daar op te houden in de drugsscene. Ze vertelt Eva over politie-invallen waarbij meisjes worden gearresteerd voor drugsbezit en vervolgens voorgoed verdwijnen, maar wordt al gauw zelf slachtoffer van deze praktijk. Akua wordt ter plekke ondervraagd door de top van het misdadige genootschap Virtus et Justitia, die denken dat Eva als undercover naar Luik is gekomen. Dit genootschap, dat veel wilde seksfeesten houdt, is ook verantwoordelijk voor alle eerdergenoemde verdwijningen. Akua geeft ondanks enkele martelingen - waarbij haar vingers worden gebroken - geen krimp, en wordt even later door Eva dood gevonden op een Luiks industrieterrein.

### Seizoen 13
Ron Groenen
Ron Groenen is teamleider Brabant en komt voor het eerst naar voren bij een onderzoek naar Brabantse drugsdealers. Hij blijkt lid te zijn van Virtus et Justitia, een geheim genootschap van invloedrijke Nederlanders en Vlamingen, waaronder rechters, topambtenaren en politiecommissarissen, dat zich ook bezighoudt met ruwe seksfeestjes met dames van lichte zeden en zelfs minderjarigen. Het genootschap is verantwoordelijk voor de moord op een of meer van die meisjes en op hoofdinspecteur Frieda Mechels. Groenen chanteert Wolfs en Eva met het feit dat er een rijksrechercheonderzoek naar hun collega Marion loopt. Hij wil dat ze Carlito Hinch, die het vuile werk voor het genootschap opknapt, met rust laten. Later legt hij een klacht neer tegen Wolfs als deze te dicht bij de flanken van Virtus et Justitia komt. In de cliffhanger van seizoen 13 is Groenen aanwezig bij de arrestatie van Wolfs en Eva. In de eerste aflevering van seizoen 14 blijkt hij niet uit loyaliteit voor Virtus et Justitia te handelen, maar dat hij door hen wordt gechanteerd. Kort op deze bekentenis aan Wolfs wordt hij dood gevonden. Officieel is het zelfmoord, maar het is niet duidelijk of dit echt zo is.
Philippe Schalkwijk
Philippe Schalkwijk is procureur-generaal van beroep. Hij behoort tot de top van Virtus et Justitia en is een kille, gevaarlijke man met sadistische trekjes. Schalkwijk saboteert bewust het onderzoek van het team Maastricht naar o.a. de dood van Kees van Dam. Ook martelt hij Akua om aan informatie over Eva, die op dat moment in Luik is, te komen en speelt hij de medische dossiers van Wolfs en Eva bewust door aan de pers om hen te compromitteren. Als ze beiden hun baan als rechercheur neerleggen stelen Wolfs en Eva Schalkwijks mobiele telefoon om aan informatie over het genootschap te komen. Hij is aanwezig bij de arrestatie van Wolfs en Eva. De procureur-generaal neemt aan het begin van seizoen 14, als Wolfs en Van Dongen hun jacht op Virtus et Justitia voortzetten, de benen. De rechercheurs zijn hem echter wederom te slim af en weten net op tijd het privévliegtuig waarmee hij met zijn gezin naar Brazilië wil vluchten, te stoppen. Wolfs en Eva verdenken hem er niet alleen van tot de top van het genootschap te behoren, maar houden hem ook verantwoordelijk voor de slachtpartij die aan het begin van seizoen 14 is aangericht onder de prominente leden van V & J, waarbij o.a. commissaris Groenen het leven liet. Schalkwijk beseft dat het over en uit is voor hem en legt een bekentenis af: hij neemt persoonlijk de verantwoordelijkheid voor alle criminele acties van Virtus et Justitia, waaronder de moord op Mechels, maar weigert de namen van de leden van het genootschap vrij te geven en zal zelfs het bestaan van het hele genootschap in de rechtszaal ontkennen. Hij blijft dit volhouden als Wolfs en Eva hem opnieuw verhoren naar aanleiding van de vondst van het lichaam van een meisje dat aan V & J gelinkt kan worden.
Louis Dearden
Dearden is de hoogste baas van het Belgische hof van assisen te Luik en de facto de leider van Virtus et Justitia. Hij is op de begrafenis van Mechels aanwezig en heeft later een meeting met commissaris Groenen en procureur-generaal Schalkwijk om de aanpak betreffende Wolfs en Van Dongen te bespreken. Dearden geeft hier aan dat hij het lot van de meisjes die door ´ongelukjes´ tijdens de orgieën van V & J zijn omgekomen, wel betreurt, maar het genootschap niet als een bende moordenaars wil zien. Daarom wil hij, in tegenstelling tot Schalkwijk, Wolfs en Eva niet onmiddellijk, zonder aanleiding uitschakelen. Uiteindelijk wordt Dearden zelf slachtoffer van zijn eigen genootschap: in de cliffhanger van seizoen 13 vinden de inmiddels voortvluchtige Wolfs en Eva hem doodgestoken in het restaurant waar het genootschap bijeenkwam. V & J wil de beide ex-rechercheurs de moord op Dearden in de schoenen schuiven. In seizoen 14 blijken de zaken echter anders te liggen: Dearden leeft nog en zijn zogenaamde lijk was maar een toneelstukje om een vlucht mogelijk te maken. Dit wordt bevestigd als diens DNA wordt gevonden in het lichaam van een vermoord Oost-Europees meisje. Dearden blijkt actief binnen een Oost-Europese bende vrouwenhandelaren, samen met zijn assistente Lies Dewulf. Een meisje dat door Wolfs en Eva uit handen van deze bende is gered, verklaart dat ze Dearden een meisje van hoogstens 14 jaar heeft zien verkrachten. De voorzitter van het hof van assisen komt aan het einde van seizoen 14 alsnog om het leven: Eva en een Hongaarse liaison vinden hem doodgeschoten in een auto in een parkeergarage.
Lies Dewulf
Lies Dewulf is de persoonlijke assistent van Louis Dearden en behoort hierdoor tot de top van Virtus et Justitia. Na de moord op Alke van Kimmenade in opdracht van het genootschap lokt zij Marion naar een restaurant en doet zich voor als serveerster om vervolgens een aanslag op haar te laten plegen. Lies Dewulf komt pas laat in het vizier van Wolfs en Eva, en blijkt o.a. direct betrokken bij het leveren van meisjes aan V & J. Als ze inbreken in haar huis komen Wolfs en Eva erachter dat ze een obsessie heeft voor haar baas Dearden. Vervolgens komt Dewulf ernstig in de problemen als ze het lijk van Carlito Hinch in haar huis vindt, die om het leven is gekomen bij een confrontatie met de twee ex-rechercheurs. In de cliffhanger van seizoen 13 is ze aanwezig bij de arrestatie van Wolfs en Van Dongen. In aflevering 1 van seizoen 14 Belt Dewulf Eva in paniek omdat ze in elkaar geslagen wordt met een knuppel. Ze is ernstig gewond en overleeft het maar net. De dader, die vermoedelijk in opdracht van Virtus et Justitia handelde, is onbekend en gevlucht. Dewulf lijkt zich vervolgens verrassend te ontpoppen als een medestander van Wolfs en Eva in hun jacht op de bazen van V & J: een vermoedelijk Russische huurmoordenaar die aangeeft in haar opdracht te handelen zorgt er bijvoorbeeld voor dat de twee rechercheurs niet worden geliquideerd. Aan het einde van seizoen 14 blijken de zaken echter helemaal anders te liggen: Dewulf heeft haar mishandeling in scene gezet en behoort wel degelijk tot de top van Virtus et Justitia, en vermoedelijk ook tot de groep binnen het genootschap die contacten onderhoudt met Oost-Europese vrouwenhandelaren. Als ze Wolfs en Eva de laptop van de verdwenen Dearden meegeeft en de rechercheurs deze aansluiten op de politiecomputer, wordt deze gehackt. Dewulf blijkt inderdaad de grote spin in het web te zijn als het gaat om Virtus en de daaraan gelieerde vrouwenhandelaren, samen met de Oost-Europese crimineel Tamas Feteke. Als Wolfs haar in de seizoensfinale van seizoen 14 probeert aan te houden, wordt hij door haar uitgeschakeld met een stroomstootwapen en vervolgens vastgebonden achtergelaten in haar huis, dat Dewulf in brand steekt. Hij overleeft dit echter en weet Lies samen met Eva uiteindelijk aan te houden. Ze wordt vervolgens door een van haar slachtoffers, het Hongaarse meisje Roxy, doodgeschoten.
Kees van Dam
Kees van Dam is kinderrechter. Hij heeft te maken met Alke van Kimmenade, een drugsverslaafd meisje dat slachtoffer is geworden van de huurmoordenaars van Virtus et Justitia. Als Marion naar Alke vraagt, ontkent hij dat hij haar kent. Hij wordt ervan verdacht gevoelige informatie over allerlei minderjarigen te hebben doorgespeeld aan het genootschap en heeft de naam van een drugsdealer die meerdere meisjes aan V & J leverde, in zijn telefoon staan. Uiteindelijk, als de Belgische journaliste Juliette Bison steeds dichter bij de waarheid komt, wordt Van Dam dood gevonden - ´zelfmoord´. Op last van procureur-generaal Schalkwijk komt er geen onderzoek.
Carlito Hinch
Carlito Hinch, die vanwege zijn opvallende bril de bijnaam de confituurpot heeft, is een soort fikser, die in allerlei zaken in België opduikt en bescherming van hogerhand lijkt te genieten. In Maastricht wordt hij verdacht van de moord op Alke van Kimmenade, maar onmiddellijk uitgeleverd aan België en daar vrijgelaten. Wolfs en Eva komen er achter dat hij het vuile werk voor Virtus et Justitia opknapt en ook in de spullen van de overleden Mechels heeft gekeken om bewijsmateriaal weg te halen. In de een-na-laatste aflevering van seizoen 13 pleegt hij een aanslag op Miss Limburg en vermoordt ook nog een getuige. In de seizoensfinale van seizoen 13 wordt hij doodgeschoten door Eva na een gevecht op leven en dood met Wolfs.
Juliette Bison
Juliette Bison werkt als journaliste voor een Belgische krant en komt in contact met Wolfs vanwege diens onderzoek naar Virtus et Justitia. Ze weet aan bruikbare informatie over het genootschap te komen, maar wordt zelf ook - zij het onbedoeld - slachtoffer van V & J door te drinken van de vergiftigde fles whisky die aan Mechels het leven heeft gekost.
Pascal Bodet
Pascal Bodet is hoogleraar aan de Universiteit Maastricht en wordt verdacht van het doden van zijn vrouw tien jaar geleden, als op een laptop een dagboek uit die periode wordt gevonden, waarin de moord wordt uitgesmeerd. Hij noemt het dagboek fictie, maar wordt uiteindelijk toch ontmaskerd als de moordenaar. Al tijdens het onderzoek komt naar voren dat Bodet veel contacten bij criminelen en hogere kringen heeft, en eens hij is gearresteerd, stelt hij Wolfs een deal voor: zijn vrijlating in ruil voor informatie over Virtus et Justitia, waar hij zelf blijkbaar lid van is (geweest). Bodet heeft een perverse, manipulatieve persoonlijkheid en is een pathologische leugenaar. Uiteindelijk verschaft hij Wolfs en Eva, inmiddels rechercheurs af, cruciale informatie over het genootschap.
Jim Peeters
Jim Peeters is een journalist die werkt voor een regionale krant en laat zich min of meer vrijwillig voor het karretje van Virtus et Justitia spannen door Wolfs en Eva te compromitteren. Hij beschuldigt Eva in een artikel, al dan niet terecht, van drugsgebruik nadat hij via procureur-generaal Schalkwijk hun medische dossiers in handen heeft gekregen. Ook beschuldigt hij Wolfs onterecht van verkrachting van een minderjarig meisje. Als Wolfs hem aan de dood van collega Juliette Bison herinnert, lijkt hij al enigszins tot inkeer te komen. In seizoen 14 doet hij in opdracht van Wolfs en Eva onderzoek naar het genootschap en zorgt hij er o.a. voor dat de arrestatie van dezelfde Schalkwijk niet in de doofpot verdwijnt door er meteen over te publiceren.

### Seizoen 14
Tamas Feteke
Tamas Feteke is een Oost-Europese (vermoedelijke Russische of Hongaarse) bendeleider en internationale vrouwenhandelaar die samenwerkt met Virtus et Justitia en vooral Lies Dewulf. Tamas, die een pink mist, komt voor het eerst in beeld als hij het leven van Wolfs en Eva spaart als ze ontvoerd zijn om te worden geliquideerd. Later blijkt hij meisjes vast te houden in o.a. Limburg om te verkopen aan het Midden-Oosten. Een Hongaarse liaison brengt team Maastricht op het spoor van Tamas. Als Eva en deze Aneska Farkas hem aan willen houden, ontaardt dit in een schietpartij waarbij laatstgenoemde om het leven komt en Tamas Eva overmeestert. Hij laat haar vervolgens samen met de voor het Midden-Oosten bestemde meisjes afvoeren in een truck. Als deze truck wordt getraceerd en onderschept door team Maastricht, weet hij op het nippertje te ontsnappen. Als hij vervolgens naar Lies Dewulf gaat omdat hij haar van verraad verdenkt, volgen Wolfs en Eva hem. Uiteindelijk wordt Tamas door Dewulf doodgeschoten.
Rian Dreesen
Rian Dreesen is de tweelingzus van Marion die na jaren van afwezigheid ineens weer in Maastricht opduikt. Ze is een typisch voorbeeld van een probleemgeval: alcohol, contacten met (kleine) criminelen ... Hierdoor heeft ze ook de voogdij over haar kinderen verloren. Als Marion Rian bij haar thuis laat logeren, kijkt die de code van haar wapenkluis af, om de volgende dag het dienstwapen en uniform van haar zus te stelen en daarmee een overval op een juwelierszaak te plegen. Ze wil met het geld van de gestolen juwelen naar het buitenland vluchten, maar dit wordt verhinderd door Romeo en Marion, die haar aanhouden.

### Seizoen 15
Eddie Wijnberg
Eddie Wijnberg is een crimineel die wraak wil nemen op mensen van de politie en de rechtbank vanwege het onrecht dat hem eerder is aangedaan. Met een slinkse truc lukt het hem om Donna Martina, Floris Wolfs en Eva van Dongen op het juiste moment naar de parkeergarage onder de rechtbank van Maastricht te leiden, terwijl in de kofferbak van Donna Martina een tijdbom ligt. Als uiteindelijk zijn plannen mislukken lijkt het alsof Eddie in zijn cel is overleden door de mishandeling die hem is aangedaan door Wolfs. In het begin van seizoen 16 is te zien dat Eddie niet dood is, en vermoordt hij patholoog Veuger, advocaat Hans Cremer en Donna Martina. Hij laat vervolgens een crimineel vriendje naar Marokko vluchten onder Eddies naam. Later wordt duidelijk dat Eddie Eva en Wolfs afluistert vanuit zijn schuilplaats door microfoons die hij in de Ponti heeft geplaatst. Verder heeft hij ook nog microfoontjes in de colberts van Wolfs geïnstalleerd. Hierdoor hoort Eddie Eva en Wolfs ook praten over een zaak van 13 jaar geleden, die van Luca de Keijzer. Hij luistert dit gesprek af en manipuleert het zo dat het lijkt alsof Wolfs de moord bekend. Met dit fragment kan hij hen chanteren. Later gijzelt Eddie de moordenaar van zijn familie: Jaroslav Rozman. Uiteindelijk schiet Eddie hem dood en dumpt hem. Ook vermoordt hij officier van justitie Van Vlijmen. Eind seizoen 16 vermoordt Eddie P.G. Donkersloot waarna hij Wolfs wil laten opdraaien voor zijn daad. In de laatste aflevering van seizoen 16 als Wolfs in de gevangenis zit ontdekt Eva dat Eddie overal afluisterapparatuur geïnstalleerd heeft. Ook komt ze achter zijn schuilplaats. Eddie die haar in de gaten houdt op de camera ziet dit en loopt met getrokken wapen naar binnen. Binnen staan ze met getrokken wapens tegenover elkaar. In het begin van seizoen 17 vlucht Eddie omdat het AT de schuilplaats binnenvalt. Eva schiet hem in zijn been waardoor hij mank komt te lopen. Hij weet te ontsnappen aan Eva door de mergelgroeve en vlucht zo Maastricht in. Daar gaat hij naar het ziekenhuis waar hij weet te vluchten naar de Belgische grens met behulp van een ambulance en vermoordt hij twee ambulancebroeders. Bij de grens gijzelt hij een bestuurder en vlucht richting de Ardennen. Daar krijgen Eva en Wolfs hem bijna te pakken maar hij schiet eerst Sylvia Held (rijksrecherche) neer en hij vlucht een berg op en komt uiteindelijk klem te staan bij een ravijn. Net als hij wil schieten schampt er een kogel langs zijn hoofd en hij valt achterover het ravijn in. Iedereen denkt dat Eddie dood is en proberen hem te vergeten, maar ondertussen blijkt dat hij de val overleefd heeft en strompelt verder de Ardennen door. Daar wordt hij uiteindelijk gevonden door twee jagers (en dierenartsen) die hem meenemen naar hun huis en hem daar verzorgen. Deze Tine en Paul Gillet worden omgebracht door Eddie en hij gebruikt hun huis en medicijnen om te overleven. Aan het einde van seizoen 17 schiet hij Juliette de Coningh neer en wordt het huis waar hij zich schuilhield gevonden door Wolfs en Eva en schiet Eva hem neer.
Chris Boot
Chris Boot is een rechercheur uit Sittard. Begin seizoen 15 komt hij naar het bureau in Maastricht om Eva en Wolfs te helpen bij een zaak. Hij vertelt Eva dat hij in training is voor triatlons en vertelt dat hij vaak hardloopt. Op deze manier komen de twee aan de praat en Eva raakt verkikkerd op hem. Ze trainen vaak samen wat Wolfs niet kan uitstaan. Als Chris Eva mee uit wil vragen zegt ze dat ze al een afspraak heeft staan en daarna laat Chris niks meer van zich horen. In seizoen 16 keert hij nog heel even terug om Eva en Wolfs opnieuw te helpen met een zaak maar als die eenmaal is opgelost vertrekt hij weer terug naar Sittard.
Nick Pieters
Nick Pieters is een jongen met wie Romeo en Marion te maken krijgen. Hij doet geen vlieg kwaad maar zit flink in de problemen. Hij wordt geacht criminele activiteiten te doen door twee jongens, waaronder drugshandel. Ook houdt hij later in het seizoen een lerares gegijzeld in de mediatheek van zijn school. Dit alles met een nepwapen, bleek achteraf. Hij wordt gepakt en moet naar een instelling waar hij uit ontsnapt. Eind van het seizoen staat hij op de rand van een hoog gebouw en wil een eind maken aan zijn leven. Als Marion hem heeft omgepraat wil Nick met haar mee maar ziet dan de twee jongens op een gebouw tegenover schreeuwen dat ze hem kapotmaken als hij tegen de politie praat. Hij zegt dat het geen zin meer heeft en dat ze, zelfs met politie erbij, nooit zullen ophouden. Hierop laat hij zichzelf over de rand van het gebouw vallen.

### Seizoen 16
Inge Janssons
Inge Janssens is de vrouw met wie Marion en Romeo te maken krijgen in seizoen 16. Daar wordt duidelijk dat ze een echtscheiding heeft aangevraagd voor het huwelijk met haar man Pierre de Vries. Ze heeft daarna veel last van hem. Romeo en Marion proberen haar zoveel mogelijk te helpen. Als later in het seizoen blijkt dat haar dochters Merel en Anne onder de blauwe plekken zitten en Romeo en Marion opnieuw een contactverbod willen instellen knapt er bij Pierre iets en bedreigt hij zijn ex met een mes. Als Romeo haar hiervan redt nodigt ze hem uit voor een etentje en zo begint er een verhouding te ontstaan tussen de twee. Als haar dochters later ontvoerd zijn, die het op het nippertje overleven, zegt ze tegen Romeo dat ze niet langer een verhouding met hem wil omdat ze telkens als ze Romeo ziet ook terugdenkt aan de ontvoering. Hiermee eindigt het contact tussen de twee. In de eerste aflevering van seizoen 17 keert ze nog eenmalig terug.
Pierre de Vries
Pierre de Vries is de ex-man van Inge Janssons. In seizoen 16 wordt bekend dat Inge een echtscheiding heeft aangevraagd en Pierre het hier niet mee eens is. Hij laat dit op allerlei manieren merken en Romeo en Marion geven hem meerdere malen een contactverbod. Later in de serie wordt duidelijk dat de kinderen van Pierre en Inge, Merel en Anne, slachtoffer worden van hun echtscheiding. Marion en Romeo praten hierover met Pierre en Inge, en wanneer ze Pierre een huisverbod op willen leggen, barst bij hem de bom en vliegt hij Romeo aan. Hierop wordt hij door hem gearresteerd en naar het bureau gebracht. Als hij daarna weer mag gaan, gaat hij naar het huis van Inge en bedreigt hij haar en haar kinderen met een mes. Wanneer Pierre hierom wordt opgepakt en vastgezet, besluit de officier van justitie de zaak tegen hem stil te leggen en besluit hij dat voorarrest niet redelijk was omdat Pierre had aangeboden een enkelband te dragen. Dan wordt duidelijk dat Pierre zijn enkelband heeft afgeknipt en zijn dochters heeft ontvoerd. Uiteindelijk wordt Pierre dood gevonden in een bos, nadat hij zijn kinderen heeft achtergelaten. Zijn dochters overleven het op het nippertje.
Jaroslav Rozman
Jaroslav Rozman (beter bekend als de moordmakelaar) is degene die Eddies familie vermoordde toen Eddie zelf in de gevangenis zat. Hiervoor komt hij dan ook zelf in de gevangenis terecht. Tijdens zijn gevangenenvervoer wordt Rozman gegijzeld door Eddie. Eddie hakt zijn hand af om hem te martelen en stopt hem in een kooi in zijn schuilplaats. Uiteindelijk schiet Eddie hem dood en dumpt hij hem bij een afgraving.
Herman Donkersloot
Herman Donkersloot is procureur-generaal. Hij wordt telefonisch in contact gebracht met Marlies Kamphuis via Donna Martina als zijn dochter is ontvoerd door Eddie en het er sterk op lijkt dat ze ligt vastgebonden in een loods met een tijdbom naast zich. Eddie doet dit omdat hij Donkersloot mede-verantwoordelijk houdt voor de dood van zijn familie. Later in het 16e seizoen blijkt dat Donkersloot ervoor wil zorgen dat Wolfs en Eva hun baan verliezen. Hij chanteert Eva met het fragment waarop te horen is dat Wolfs de moord op Luca de Keijzer bekent. Hij geeft Eva de opdracht Eddie op te sporen en te vermoorden. Dan zal hij afzien van een vervolging voor de twee. Eva krijgt hier echter de kans niet voor, want een paar uur nadat Eva bij hem is weggegaan breekt Eddie in en schiet hem door het hoofd.

### Seizoen 17
Tine en Paul Gillet
Tine en Paul Gillet zijn twee Vlaamse jagers/dierenartsen. De rivaal van Wolfs en Eva, Eddie, werd zwaargewond door hen gevonden en verzorgd in hun huis. Zonder dat ze het doorhebben is hij tot aardig wat dingen in staat en weet hij hen te doden.
Terry
Terry is een goede vriend van Eddie. Hij zoekt de broer van Eva, Maurice, op en gebruikt hem als tussenpersoon in zijn drugshandel. Hij wilde absoluut niet dat Maurice contact zou hebben met Eva. Aan het eind van het seizoen wordt Terry doodgeschoten door Eddie, omdat zijn taak erop zit.
Nico de Leeuw
Nico de Leeuw is een persoon die zich zowel man als vrouw voelt en als zwerver gevonden werd door Wolfs en Eva. Nico mag bij hen verblijven om langzaamaan weer een stabiel leven op te bouwen. In seizoen 18 wordt Nico door een groepje jongeren belaagd en in elkaar geslagen, waarna Wolfs te hulp schiet. Nico wordt aan het eind van dat seizoen ontvoerd door Ellis van Dongen. In seizoen 19 vertrekt hij naar Londen om daar te gaan studeren.

### Seizoen 18
Ellis van Dongen
Ellis van Dongen is het nichtje van Eva. Ze is begin seizoen 18 aanwezig op de begrafenis van Maurice met haar ouders. Als Eva daarna langskomt om met ze te praten sturen ze haar weg. Later komt Eva weer langs om haar oom te confronteren met wat hij met Maurice heeft gedaan. Haar vader pleegt later zelfmoord en Ellis houdt Eva daar verantwoordelijk voor. Aan het eind van seizoen 18 blijkt dat Ellis een psychische stoornis heeft door traumatische ervaringen in haar jeugd. Ook blijkt ze verantwoordelijk te zijn voor een aantal moorden, waaronder Karel Fieret (Tjong), en de ontvoering van Nico. Als ze vervolgens een bezoek brengt aan haar oude schooljuf vermoordt ze haar ook nog. Later komt Eva haar op het spoor, ze wordt naar een groot landhuis gelokt en ontdekt dat Nico daar vastgebonden met spanbanden in het bijzijn van Ellis is. Met hulp van haar moeder Johanna kan ze Eva ook vastbinden. Vanwege wat Eva aan Ellis vertelt over haar jeugd en haar moeder, wordt Ellis boos op haar moeder, waarna ze haar doodschiet. Op het moment dat haar kogels op zijn, vlucht ze weg uit het huis. In de eerste aflevering van seizoen 19 rijdt ze Eva aan en vlucht vervolgens naar Luik waar ze een vrouw berooft. Uiteindelijk wordt ze neergeschoten door de Belgische rechercheur Luc Wouters als ze met een automatisch wapen op Eva en Wolfs afloopt. Even later overlijdt ze aan haar schotwonden terwijl Eva haar hand vasthoudt.
Lucas van Dongen
Lucas van Dongen is de oom van Eva en vader van Ellis, hij is eigenaar van een café in het centrum van Maastricht. In seizoen 18 komt hij met zijn gezin naar de begrafenis van Maurice. Als hij Wolfs daar ziet, eist hij dat hij vertrekt. Na de begrafenis komt Eva bij hem in het café langs om te praten. Maar daar hebben hij, zijn vrouw Johanna en dochter Ellis geen behoefte aan. Later komt Eva erachter dat hij haar broer Maurice heeft misbruikt in zijn kindertijd. Als ze hem hiermee confronteert ontkent hij deze beschuldigingen en pleegt later zelfmoord.
Johanna van Dongen
Johanna van Dongen is de tante van Eva en moeder van Ellis. Ze heeft Eva en Maurice in hun kindertijd opgevangen, omdat zij uit huis waren geplaatst. Ze komt samen met haar man en dochter naar de begrafenis van Maurice. Na de begrafenis komt Eva langs in het café, maar wordt weggestuurd. Later komt Eva weer langs om haar man Lucas te confronteren met het misbruik van Maurice. Dit keer dreigt ze met ongelukken als Eva niet weggaat. Aan het eind van seizoen 18 helpt ze Ellis om Eva gevangen te houden. Later als Johanna met een mes op Eva afloopt wordt ze door haar eigen dochter Ellis doodgeschoten, nadat Ellis van Eva hoorde wat haar moeder had gedaan in haar jeugd.
Karel Fieret (Tjong)
Karel Fieret (Tjong) is een goede vriend van Maurice, de broer van Eva. Ze kennen elkaar vanuit de tbs-kliniek in Groningen. Eva zoekt hem op, omdat ze wil weten hoe het met Maurice ging. Hij vertelt haar onder andere wat Lucas met Maurice gedaan heeft. Als hij met proefverlof is, vlucht hij naar Maastricht. Bij twee moorden en de ontvoering van Nico leidt het pad al snel naar hem, maar hij kan het niet gedaan hebben omdat Eva hem dood aantreft in een loods in Maastricht. Hij zou namelijk al minstens twee dagen dood zijn. Later blijkt dat Ellis van Dongen ook bij hem op bezoek is geweest en hem heeft opgehangen.
Tara van Zijl
Tara van Zijl is een jonge vrouw die net als Marion in therapie zit, vanwege haar drugsverslaving. Later komt Marion haar weer tegen in een stomerij. Als Marion haar vervolgens aantreft op straat wil ze haar helpen omdat Tara haar ook heeft geholpen toen ze het moeilijk had. Maar als Marion haar in huis neemt vlucht ze naar een stacaravan op een camping die later door Marion gevonden wordt. Als Marion haar gevonden heeft gooit Tara per ongeluk een kaars omver, waardoor er brand uitbreekt. Marion weet haar net op tijd te redden. In seizoen 19 hoort Marion van Tara over een medewerker die drugs dealt in de kliniek. Als die opgepakt is gaat ze weer naar een afkickkliniek. Aan het einde van dat seizoen neemt Marion weer de verantwoordelijkheid van Tara op zich.
(Ouwe) Johan
(Ouwe) Johan is een oud-informant van Wolfs uit zijn politietijd in Amsterdam. In seizoen 18 zoekt Wolfs hem op in een restaurant in Amsterdam. Wolfs vertelt hem dat hij een Amsterdamse man heeft neergeslagen in Maastricht, waarna Johan hem vertelt dat dat de zoon is van een van de grootste drugshandelaren van Amsterdam, Ben Swart (Lucky Ben). Johan spoort samen met Wolfs en Eva Ben Swart op, waardoor ze in een zwaar vuurgevecht belanden. Hierbij wordt Johan doodgeschoten door Ben Swart.
Ben Swart (Lucky Ben)
Ben Swart (Lucky Ben) is een van de grootste drugsbaronnen van Amsterdam. Ben komt erachter dat Wolfs zijn zoon heeft doodgeslagen, waarna hij wraak wil nemen. Swart wordt opgespoord door (ouwe) Johan, Wolfs en Eva. Hij schiet Johan dood en weet te ontkomen. Als Wolfs weer terugrijdt naar Maastricht rijdt Swart hem met een paar vrienden klem op een afgelegen weg richting Maastricht. In de daaropvolgende achtervolging weet hij Wolfs te vinden en schiet hem door zijn been. Uiteindelijk wordt hij doodgeschoten door Wolfs.

### Seizoen 19
Rogier Bulthuis
Rogier Bulthuis van de korpsleiding houdt Thea Zitman onder een vergrootglas omdat hij ziet dat het aantal zaken waarbij de Rijksrecherche onderzoek moet doen in Maastricht aanzienlijk hoger ligt dan het landelijke gemiddelde.
Jetta Robbers
Jetta Robbers is een officier van justitie. Ze is in seizoen 19 het aanspreekpunt van bureau Maastricht bij het OM. Ze komt soms langs bij Thea Zitman om een zaak van Wolfs en Eva of Marion en Romeo te bespreken.
Julius 'Caesar' Peper
Julius 'Caesar' Peper is een oude crimineel die een boksschool runt om jongeren uit de criminaliteit te houden. Ook traint hij Joel Kramer.
Joel Kramer
Joel Kramer is een jongen bij wie op school een machete in zijn kluisje wordt gevonden. Omdat zijn vader zijn moeder mishandelt, adviseert Romeo hem bokslessen te nemen, waarop hij samen met Romeo traint. Tijdens een gevecht in huis aan het einde van seizoen 19 wil hij zijn vader steken maar steekt hij per ongeluk Romeo in zijn rug, die in coma belandt.

## Rolverdeling per seizoen
In onderstaande tabel staan alle personages met een naam die in minstens drie afleveringen te zien waren waarbij dat personage gespeeld werd door één acteur, met eventueel bijbehorende acteur(s) en daarvan eventuele andere rollen. De acteurs van bijrollen zijn gesorteerd op basis van hun eerste seizoen, daarna aantal afleveringen in dat seizoen, daarna eerste aflevering in dat seizoen en ten slotte op achternaam. Bij de sortering van acteurs van hoofdrollen is enkel gekeken naar hun hoofdrol, waarbij gesorteerd wordt op ten eerste de volgorde Wolfs, Van Dongen, Sanders, Dreesen en Flamand en ten tweede op volgorde van eerste seizoen / aflevering in dat seizoen. Dit overzicht is bijgewerkt tot en met seizoen 19.
Legenda
 = Hoofdrol
 = Bijrol
| Acteur                                             | Personage                                                                                        | Aantal afleveringen | Aantal afleveringen | Aantal afleveringen | Aantal afleveringen | Aantal afleveringen | Aantal afleveringen | Aantal afleveringen | Aantal afleveringen | Aantal afleveringen | Aantal afleveringen | Aantal afleveringen | Aantal afleveringen | Aantal afleveringen | Aantal afleveringen | Aantal afleveringen | Aantal afleveringen | Aantal afleveringen | Aantal afleveringen | Aantal afleveringen | Aantal afleveringen |
| Acteur                                             | Personage                                                                                        | S1                  | S2                  | S3                  | S4                  | S5                  | S6                  | S7                  | S8                  | S9                  | S10                 | S11                 | S12                 | S13                 | S14                 | S15                 | S16                 | S17                 | S18                 | S19                 | Totaal              |
| -------------------------------------------------- | ------------------------------------------------------------------------------------------------ | ------------------- | ------------------- | ------------------- | ------------------- | ------------------- | ------------------- | ------------------- | ------------------- | ------------------- | ------------------- | ------------------- | ------------------- | ------------------- | ------------------- | ------------------- | ------------------- | ------------------- | ------------------- | ------------------- | ------------------- |
| Victor Reinier                                     | Floris Wolfs                                                                                     | 13                  | 10                  | 10                  | 10                  | 10                  | 10                  | 10                  | 10                  | 11                  | 11                  | 10                  | 10                  | 13                  | 13                  | 11                  | 13                  | 13                  | 13                  | 11                  | 212                 |
| Angela Schijf                                      | Eva van Dongen                                                                                   | 13                  | 10                  | 10                  | 10                  | 10                  | 10                  | 10                  | 10                  | 11                  | 11                  | 10                  | 10                  | 13                  | 13                  | 11                  | 13                  | 13                  | 13                  | 11                  | 212                 |
| Sergio IJssel                                      | Romeo Sanders                                                                                    | 13                  | 10                  | 10                  | 10                  | 10                  | 10                  | 10                  | 10                  | 11                  | 11                  | 10                  | 10                  | 13                  | 13                  | 11                  | 13                  | 13                  | 13                  | 11                  | 212                 |
| Oda Spelbos                                        | Marion Dreesen Rianne Dreesen (S14)                                                              | 13                  | 10                  | 10                  | 10                  | 6                   | 10                  | 7                   | 10                  | 11                  | 11                  | 9                   | 10                  | 13                  | 13                  | 10                  | 13                  | 13                  | 13                  | 11                  | 203                 |
| Will van Kralingen                                 | Ellis Flamand                                                                                    | 13                  |                     |                     |                     | 10                  |                     |                     |                     |                     |                     |                     |                     |                     |                     |                     |                     |                     |                     |                     | 23                  |
| Helmert Woudenberg                                 | Eugène Hoeben                                                                                    |                     | 10                  | 10                  | 10                  |                     |                     |                     |                     |                     |                     |                     |                     |                     |                     |                     |                     |                     |                     |                     | 30                  |
| Ria Eimers                                         | Frieda Mechels                                                                                   |                     |                     |                     |                     |                     | 10                  | 10                  | 10                  | 11                  | 11                  | 10                  | 10                  | 2                   |                     |                     |                     |                     |                     |                     | 74                  |
| Jamie Grant                                        | Esmee van Rooy                                                                                   |                     |                     |                     |                     | 9                   |                     | 9                   | 8                   | 2                   |                     |                     |                     |                     |                     |                     |                     |                     |                     |                     | 28                  |
| Antoinette Jelgersma                               | Marlies Kamphuis                                                                                 |                     |                     |                     |                     |                     |                     |                     |                     |                     |                     | 2                   |                     | 11                  | 13                  | 11                  |                     |                     |                     |                     | 37                  |
| Joy Wielkens                                       | Donna Martina                                                                                    |                     |                     |                     |                     |                     |                     |                     |                     |                     |                     |                     |                     |                     |                     | 9                   | 1                   |                     |                     |                     | 10                  |
| Irma Hartog                                        | Thea Zitman Makelaar (S1)                                                                        | 2                   |                     |                     |                     |                     |                     |                     |                     |                     |                     |                     |                     |                     |                     | 1                   | 10                  | 13                  | 12                  | 11                  | 49                  |
| Romijn Conen                                       | Frank de Ponti                                                                                   | 12                  | 10                  | 5                   |                     |                     |                     |                     |                     |                     |                     |                     |                     |                     |                     |                     |                     |                     |                     |                     | 27                  |
| Maud Dolsma                                        | Fleur de Keyzer-Wolfs                                                                            | 7                   | 4                   | 5                   | 8                   | 5                   | 1                   | 9                   | 5                   |                     | 3                   | 2                   | 1                   |                     |                     |                     |                     |                     |                     |                     | 50                  |
| Dimme Treurniet                                    | Maurice van Dongen                                                                               | 7                   | 1                   |                     |                     |                     |                     |                     |                     |                     |                     |                     |                     |                     |                     |                     |                     | 6                   |                     |                     | 14                  |
| Tom Van Landuyt                                    | Guy Danneels                                                                                     | 2                   | 1                   |                     |                     |                     |                     |                     |                     |                     |                     |                     |                     |                     |                     |                     |                     |                     |                     |                     | 3                   |
| Hein van der Heijden                               | Arnold Schouten (S1) Hans Cremer (S15-16)                                                        | 1                   |                     |                     |                     |                     |                     |                     |                     |                     |                     |                     |                     |                     |                     | 2                   | 1                   |                     |                     |                     | 4                   |
| Pepijn de Wit                                      | Frits Dreesen                                                                                    | 1                   |                     | 3                   |                     |                     | 4                   | 1                   |                     |                     |                     |                     |                     |                     |                     |                     |                     |                     |                     |                     | 9                   |
| Reinout Bussemaker                                 | AT-commandant (S1) Pascal Bodet (S13)                                                            | 1                   |                     |                     |                     |                     |                     |                     |                     |                     |                     |                     |                     | 3                   |                     |                     |                     |                     |                     |                     | 4                   |
| Maartje Remmers                                    | Ernestine van Leeuwen                                                                            |                     | 8                   | 5                   |                     |                     |                     |                     |                     |                     |                     |                     |                     |                     |                     |                     |                     |                     |                     |                     | 13                  |
| Carly Wijs                                         | Bea Middelkoop                                                                                   |                     | 8                   |                     |                     |                     |                     |                     |                     |                     |                     | 5                   | 2                   |                     |                     |                     |                     |                     |                     |                     | 15                  |
| Rik Van Uffelen                                    | Lei Cavelier                                                                                     |                     | 6                   |                     |                     |                     |                     |                     |                     |                     |                     |                     |                     |                     |                     |                     |                     |                     |                     |                     | 6                   |
| René van Zinnicq Bergmann                          | René Bruren                                                                                      |                     | 5                   | 3                   |                     |                     |                     |                     |                     |                     |                     |                     |                     |                     |                     |                     |                     |                     |                     |                     | 8                   |
| Marwan Kenzari                                     | Luca de Keyzer                                                                                   |                     | 3                   | 4                   |                     |                     |                     |                     |                     |                     |                     |                     |                     |                     |                     |                     |                     |                     |                     |                     | 7                   |
| Kees Coolen                                        | Servaas Gieling (S2-S5) Dhr. Van Duivenbode (S16)                                                |                     | 1                   | 2                   |                     | 1                   |                     |                     |                     |                     |                     |                     |                     |                     |                     |                     | 1                   |                     |                     |                     | 5                   |
| Remco Melles                                       | Timo Rozenveld                                                                                   |                     | 1                   | 1                   |                     |                     | 2                   | 1                   | 1                   |                     |                     | 2                   | 2                   | 4                   | 4                   | 3                   | 5                   |                     | 5                   | 5                   | 36                  |
| Diede Zillinger Molenaar                           | Henkie Lampekap                                                                                  |                     | 1                   |                     |                     |                     |                     |                     | 1                   | 2                   |                     |                     |                     |                     |                     |                     |                     |                     |                     |                     | 4                   |
| Mareille Labohm                                    | Solange van Dommelen                                                                             |                     |                     | 5                   |                     |                     |                     |                     |                     |                     |                     |                     |                     |                     |                     |                     |                     |                     |                     |                     | 5                   |
| Wim Bouwens                                        | George Strang (S3) Louis Mooren (S11)                                                            |                     |                     | 3                   |                     |                     |                     |                     |                     |                     |                     | 1                   |                     |                     |                     |                     |                     |                     |                     |                     | 4                   |
| Bob Schrijber                                      | Thiemo Luycks (S3) Ben Swart (Lucky Ben) (S18)                                                   |                     |                     | 3                   |                     |                     |                     |                     |                     |                     |                     |                     |                     |                     |                     |                     |                     |                     | 3                   |                     | 6                   |
| Frans de Wit                                       | Sjeng Desmet                                                                                     |                     |                     | 3                   |                     |                     |                     |                     |                     |                     |                     |                     |                     |                     |                     |                     |                     |                     |                     |                     | 3                   |
| Fred Schrijber                                     | Charles Beekman                                                                                  |                     |                     | 3                   |                     |                     |                     |                     |                     |                     |                     |                     |                     |                     |                     |                     |                     |                     |                     |                     | 3                   |
| Hilbert Dijkstra                                   | Forensisch detective (S3) Neofascistleider (S3) Roy Brouwer (S16-S17)                            |                     |                     | 2                   |                     |                     |                     |                     |                     |                     |                     |                     |                     |                     |                     |                     | 2                   | 1                   |                     |                     | 5                   |
| Sandra Mattie                                      | Alida Geesink (S3) Sylvia Held (S16-S17)                                                         |                     |                     | 1                   |                     |                     |                     |                     |                     |                     |                     |                     |                     |                     |                     |                     | 2                   | 1                   |                     |                     | 4                   |
| Harry van Rijthoven                                | Toine Smeets (S3) Philippe Schalkwijk (S13-S14)                                                  |                     |                     | 1                   |                     |                     |                     |                     |                     |                     |                     |                     |                     | 5                   | 2                   |                     |                     |                     |                     |                     | 8                   |
| Thomas Acda                                        | Daan de Vos                                                                                      |                     |                     |                     | 7                   | 1                   | 1                   | 7                   |                     |                     |                     |                     |                     |                     |                     |                     |                     |                     |                     |                     | 16                  |
| Lisa Smit                                          | Loretta Verstegen                                                                                |                     |                     |                     | 2                   | 1                   |                     |                     |                     |                     |                     |                     |                     |                     |                     |                     |                     |                     |                     |                     | 3                   |
| Jan van Eijndthoven                                | Van Berchem                                                                                      |                     |                     |                     | 2                   |                     | 1                   |                     |                     |                     |                     |                     |                     |                     |                     |                     |                     |                     |                     |                     | 3                   |
| Bert Apeldoorn                                     | Larry Konings Bernhard Moullier (S4)                                                             |                     |                     |                     | 1                   |                     |                     |                     |                     |                     | 1                   |                     |                     | 1                   | 2                   | 2                   | 3                   | 5                   | 3                   | 2                   | 20                  |
| Han Kerckhoffs                                     | Van de Hoevelaken (S4) Carlito Hinch (S13)                                                       |                     |                     |                     | 1                   |                     |                     |                     |                     |                     |                     |                     |                     | 3                   |                     |                     |                     |                     |                     |                     | 4                   |
| Mimoun Oaïssa                                      | Youssef                                                                                          |                     |                     |                     |                     | 9                   |                     |                     |                     |                     |                     |                     |                     |                     |                     |                     |                     |                     |                     |                     | 9                   |
| Tygo Gernandt (S5, S15-S17)Ruud Smulders (S16-S17) | Wouter van Rijn (S5) Edwin 'Eddie' Wijnberg (S15-S17)Roy Smit (S16) Edwin 'Eddie' Wijnberg (S17) |                     |                     |                     |                     | 1                   |                     |                     |                     |                     |                     |                     |                     |                     |                     | 2                   | 121                 | 18                  |                     |                     | 169                 |
| Lee M. Ross                                        | Garry Utters alias Brann Collins                                                                 |                     |                     |                     |                     |                     | 8                   |                     |                     |                     |                     |                     |                     |                     |                     |                     |                     |                     |                     |                     | 8                   |
| William Zielinski                                  | Bill Stark                                                                                       |                     |                     |                     |                     |                     | 8                   |                     |                     |                     |                     |                     |                     |                     |                     |                     |                     |                     |                     |                     | 8                   |
| Franceska Wagenaar                                 | Carien/Karien Zwolsman                                                                           |                     |                     |                     |                     |                     | 3                   |                     |                     |                     |                     |                     |                     |                     |                     |                     |                     |                     |                     |                     | 3                   |
| Ronald Top                                         | Kris de Vlier                                                                                    |                     |                     |                     |                     |                     | 1                   | 5                   |                     |                     |                     |                     |                     |                     |                     |                     |                     |                     |                     |                     | 6                   |
| Bart Oomen                                         | Thieu Scheffers (S6) Kees van Dam (S13)                                                          |                     |                     |                     |                     |                     | 1                   |                     |                     |                     |                     |                     |                     | 3                   |                     |                     |                     |                     |                     |                     | 4                   |
| Vitali Oussanov                                    | Iwan (S6) Ron (S12)                                                                              |                     |                     |                     |                     |                     | 1                   |                     |                     |                     |                     |                     | 3                   |                     |                     |                     |                     |                     |                     |                     | 4                   |
| Vivienne van den Assem                             | Tonja Lacroix                                                                                    |                     |                     |                     |                     |                     |                     | 6                   |                     |                     |                     |                     |                     |                     |                     |                     |                     |                     |                     |                     | 6                   |
| Viggo Waas                                         | Will                                                                                             |                     |                     |                     |                     |                     |                     | 4                   |                     |                     |                     |                     |                     |                     |                     |                     |                     |                     |                     |                     | 4                   |
| Bram de Win                                        | Wup Van Iersel                                                                                   |                     |                     |                     |                     |                     |                     | 4                   |                     |                     |                     |                     |                     |                     |                     |                     |                     |                     |                     |                     | 4                   |
| Caya de Groot                                      | Brigit de Nooijer                                                                                |                     |                     |                     |                     |                     |                     | 3                   |                     | 1                   |                     | 2                   |                     |                     |                     |                     |                     |                     |                     |                     | 6                   |
| Ruben Brinkman                                     | Wouter Post                                                                                      |                     |                     |                     |                     |                     |                     | 3                   |                     |                     |                     |                     |                     | 2                   |                     |                     |                     |                     |                     |                     | 5                   |
| John Buijsman                                      | Karel Groen                                                                                      |                     |                     |                     |                     |                     |                     | 3                   |                     |                     |                     |                     |                     |                     |                     |                     |                     |                     |                     |                     | 3                   |
| Bernardus Manders                                  | Helger 'Kraut' Platz                                                                             |                     |                     |                     |                     |                     |                     | 3                   |                     |                     |                     |                     |                     |                     |                     |                     |                     |                     |                     |                     | 3                   |
| Sophie Schut                                       | Chantal Bosboom                                                                                  |                     |                     |                     |                     |                     |                     | 1                   | 1                   | 3                   | 1                   |                     | 1                   |                     |                     |                     |                     |                     |                     |                     | 7                   |
| Arend Brandligt                                    | Gerrie Maaskant (S7) Pierre de Vries (S16)                                                       |                     |                     |                     |                     |                     |                     | 1                   |                     |                     |                     |                     |                     |                     |                     |                     | 4                   |                     |                     |                     | 5                   |
| Martijn Nieuwerf                                   | Jens Bols                                                                                        |                     |                     |                     |                     |                     |                     |                     | 10                  | 8                   | 8                   | 9                   | 5                   |                     |                     |                     |                     |                     |                     |                     | 40                  |
| Tibor Lukács                                       | David Boesmeer                                                                                   |                     |                     |                     |                     |                     |                     |                     | 8                   | 8                   |                     |                     |                     |                     |                     |                     |                     |                     |                     |                     | 16                  |
| Marjolein Beumer (S8)Marnie Blok (S11)             | Angelique Meertens                                                                               |                     |                     |                     |                     |                     |                     |                     | 4                   |                     |                     | 1                   |                     |                     |                     |                     |                     |                     |                     |                     | 41                  |
| Ali Çifteci                                        | Coscun Hamza                                                                                     |                     |                     |                     |                     |                     |                     |                     | 4                   |                     |                     |                     |                     |                     |                     |                     |                     |                     |                     |                     | 4                   |
| Mark Kraan                                         | Gabriel Dorkam                                                                                   |                     |                     |                     |                     |                     |                     |                     | 4                   |                     |                     |                     |                     |                     |                     |                     |                     |                     |                     |                     | 4                   |
| Javier Guzman                                      | Tony Verwoerd                                                                                    |                     |                     |                     |                     |                     |                     |                     | 3                   | 3                   |                     |                     |                     |                     |                     |                     |                     |                     |                     |                     | 6                   |
| Margreet Boersbroek                                | Kaat Middelheim                                                                                  |                     |                     |                     |                     |                     |                     |                     | 3                   |                     |                     |                     |                     |                     |                     |                     |                     |                     |                     |                     | 3                   |
| Tim Winkel                                         | Wilco                                                                                            |                     |                     |                     |                     |                     |                     |                     | 3                   |                     |                     |                     |                     |                     |                     |                     |                     |                     |                     |                     | 3                   |
| Sinan Eroglu                                       | Mert/Mered Aysin (S8) Chris Boot (S15-S16)                                                       |                     |                     |                     |                     |                     |                     |                     | 2                   |                     |                     |                     |                     |                     |                     | 3                   | 1                   |                     |                     |                     | 6                   |
| Yara Brand                                         | Alina Grueters (S8) Tara van Zijl (S18-S19)                                                      |                     |                     |                     |                     |                     |                     |                     | 1                   |                     |                     |                     |                     |                     |                     |                     |                     |                     | 5                   | 3                   | 9                   |
| Edon Rizvanolli                                    | Savas Gubuk (S8) Kreshnik (S12)                                                                  |                     |                     |                     |                     |                     |                     |                     | 1                   |                     |                     |                     | 3                   |                     |                     |                     |                     |                     |                     |                     | 4                   |
| Joël de Tombe                                      | Joe Verwaayen                                                                                    |                     |                     |                     |                     |                     |                     |                     |                     | 6                   |                     | 1                   |                     |                     |                     |                     |                     |                     |                     |                     | 7                   |
| Bart Reuten                                        | Marco Giesbers                                                                                   |                     |                     |                     |                     |                     |                     |                     |                     | 4                   |                     |                     |                     |                     |                     |                     |                     |                     |                     |                     | 4                   |
| Lieke Antonisen                                    | Gerda Blok                                                                                       |                     |                     |                     |                     |                     |                     |                     |                     | 3                   | 1                   |                     |                     |                     |                     |                     |                     |                     |                     |                     | 4                   |
| Lien Van de Kelder                                 | Sophia Arletti                                                                                   |                     |                     |                     |                     |                     |                     |                     |                     | 3                   |                     |                     |                     |                     |                     |                     |                     |                     |                     |                     | 3                   |
| Robert de la Haye                                  | René Koelewijn                                                                                   |                     |                     |                     |                     |                     |                     |                     |                     | 2                   | 1                   |                     |                     |                     |                     |                     |                     |                     |                     |                     | 3                   |
| Elise van 't Laar                                  | Jesse Veldhuis                                                                                   |                     |                     |                     |                     |                     |                     |                     |                     |                     | 1                   | 2                   |                     |                     |                     |                     |                     |                     |                     |                     | 3                   |
| Harun Balci                                        | Mustafa Aziz                                                                                     |                     |                     |                     |                     |                     |                     |                     |                     |                     |                     | 6                   |                     |                     |                     |                     |                     |                     |                     |                     | 6                   |
| Marcel Roelfsema                                   | Romijn Vizee                                                                                     |                     |                     |                     |                     |                     |                     |                     |                     |                     |                     | 6                   |                     |                     |                     |                     |                     |                     |                     |                     | 6                   |
| Dik Boutkan                                        | Bartho Vizee                                                                                     |                     |                     |                     |                     |                     |                     |                     |                     |                     |                     | 5                   |                     |                     |                     |                     |                     |                     |                     |                     | 5                   |
| Renée de Gruijl                                    | Marielle Vizee                                                                                   |                     |                     |                     |                     |                     |                     |                     |                     |                     |                     | 5                   |                     |                     |                     |                     |                     |                     |                     |                     | 5                   |
| Saskia Temmink                                     | Julie Vizee                                                                                      |                     |                     |                     |                     |                     |                     |                     |                     |                     |                     | 5                   |                     |                     |                     |                     |                     |                     |                     |                     | 5                   |
| Esmee Dirks                                        | Latisha Ramautar                                                                                 |                     |                     |                     |                     |                     |                     |                     |                     |                     |                     | 4                   |                     |                     |                     |                     |                     |                     |                     |                     | 4                   |
| Audrey Bolder                                      | Machteld Crewel                                                                                  |                     |                     |                     |                     |                     |                     |                     |                     |                     |                     | 3                   |                     |                     |                     |                     |                     |                     |                     |                     | 3                   |
| Eva van der Post                                   | Daisy Bakker                                                                                     |                     |                     |                     |                     |                     |                     |                     |                     |                     |                     |                     | 6                   |                     |                     |                     |                     |                     |                     |                     | 6                   |
| Arian Foppen                                       | Edwin de Ridder                                                                                  |                     |                     |                     |                     |                     |                     |                     |                     |                     |                     |                     | 5                   |                     |                     |                     |                     |                     |                     |                     | 5                   |
| Rochelle Deekman                                   | Akua                                                                                             |                     |                     |                     |                     |                     |                     |                     |                     |                     |                     |                     | 3                   | 2                   |                     |                     |                     |                     |                     |                     | 5                   |
| Geerteke van Lierop                                | Linda Markus                                                                                     |                     |                     |                     |                     |                     |                     |                     |                     |                     |                     |                     | 3                   |                     |                     |                     |                     |                     |                     |                     | 3                   |
| Martin Schwab                                      | Rudy Leedman (S12) Richard Steen (S18-S19)                                                       |                     |                     |                     |                     |                     |                     |                     |                     |                     |                     |                     | 1                   |                     |                     |                     |                     |                     | 1                   | 3                   | 5                   |
| Jop de Vries                                       | Ron Groenen                                                                                      |                     |                     |                     |                     |                     |                     |                     |                     |                     |                     |                     |                     | 5                   | 1                   |                     |                     |                     |                     |                     | 6                   |
| Marieke Dilles                                     | Lies Dewulf                                                                                      |                     |                     |                     |                     |                     |                     |                     |                     |                     |                     |                     |                     | 4                   | 4                   | 1                   |                     |                     |                     |                     | 9                   |
| Tom Van Bauwel                                     | Louis Dearden                                                                                    |                     |                     |                     |                     |                     |                     |                     |                     |                     |                     |                     |                     | 3                   | 1                   |                     |                     |                     |                     |                     | 4                   |
| Hanne Arendzen                                     | Leonie Rutte                                                                                     |                     |                     |                     |                     |                     |                     |                     |                     |                     |                     |                     |                     | 3                   |                     |                     |                     |                     |                     |                     | 3                   |
| Alejandra Theus                                    | Juliette Bison                                                                                   |                     |                     |                     |                     |                     |                     |                     |                     |                     |                     |                     |                     | 3                   |                     |                     |                     |                     |                     |                     | 3                   |
| Guido Pollemans                                    | Jim Peeters                                                                                      |                     |                     |                     |                     |                     |                     |                     |                     |                     |                     |                     |                     | 1                   | 4                   |                     |                     |                     |                     |                     | 5                   |
| Milan van Weelden                                  | Tamas Feteke                                                                                     |                     |                     |                     |                     |                     |                     |                     |                     |                     |                     |                     |                     |                     | 3                   | 1                   |                     |                     |                     |                     | 4                   |
| Simone Giel                                        | Roxy Farkas                                                                                      |                     |                     |                     |                     |                     |                     |                     |                     |                     |                     |                     |                     |                     | 2                   | 1                   |                     |                     |                     |                     | 3                   |
| Jasper Stoop                                       | Frenk Houben                                                                                     |                     |                     |                     |                     |                     |                     |                     |                     |                     |                     |                     |                     |                     |                     | 4                   |                     |                     |                     |                     | 4                   |
| Akri Issa                                          | Mohammed                                                                                         |                     |                     |                     |                     |                     |                     |                     |                     |                     |                     |                     |                     |                     |                     | 3                   |                     |                     |                     |                     | 3                   |
| Rohan Timmermans                                   | Nick Pieters                                                                                     |                     |                     |                     |                     |                     |                     |                     |                     |                     |                     |                     |                     |                     |                     | 3                   |                     |                     |                     |                     | 3                   |
| Melissa Drost                                      | Inge Janssons                                                                                    |                     |                     |                     |                     |                     |                     |                     |                     |                     |                     |                     |                     |                     |                     |                     | 6                   | 1                   |                     |                     | 7                   |
| Gemma Veenstra                                     | Merel de Vries                                                                                   |                     |                     |                     |                     |                     |                     |                     |                     |                     |                     |                     |                     |                     |                     |                     | 4                   |                     |                     |                     | 4                   |
| Amelie Cordia                                      | Anne de Vries                                                                                    |                     |                     |                     |                     |                     |                     |                     |                     |                     |                     |                     |                     |                     |                     |                     | 3                   |                     |                     |                     | 3                   |
| Simone Milsdochter                                 | Tine Gillet                                                                                      |                     |                     |                     |                     |                     |                     |                     |                     |                     |                     |                     |                     |                     |                     |                     |                     | 7                   |                     |                     | 7                   |
| Patrick Vervueren                                  | Paul Gillet                                                                                      |                     |                     |                     |                     |                     |                     |                     |                     |                     |                     |                     |                     |                     |                     |                     |                     | 5                   |                     |                     | 5                   |
| Steven Van Watermeulen                             | Terry                                                                                            |                     |                     |                     |                     |                     |                     |                     |                     |                     |                     |                     |                     |                     |                     |                     |                     | 5                   |                     |                     | 5                   |
| Thorn de Vries                                     | Nico de Leeuw                                                                                    |                     |                     |                     |                     |                     |                     |                     |                     |                     |                     |                     |                     |                     |                     |                     |                     | 4                   | 11                  | 5                   | 20                  |
| Chiara Tissen                                      | Benthe Voorthuis                                                                                 |                     |                     |                     |                     |                     |                     |                     |                     |                     |                     |                     |                     |                     |                     |                     |                     | 1                   | 3                   |                     | 4                   |
| Leonoor Koster                                     | Ellis van Dongen                                                                                 |                     |                     |                     |                     |                     |                     |                     |                     |                     |                     |                     |                     |                     |                     |                     |                     |                     | 4                   | 1                   | 5                   |
| Ramón Hopman                                       | Karel (Tjong) Fieret                                                                             |                     |                     |                     |                     |                     |                     |                     |                     |                     |                     |                     |                     |                     |                     |                     |                     |                     | 4                   |                     | 4                   |
| Mieneke Bakker                                     | Johanna van Dongen                                                                               |                     |                     |                     |                     |                     |                     |                     |                     |                     |                     |                     |                     |                     |                     |                     |                     |                     | 3                   |                     | 3                   |
| Geoffrey Thompson                                  | Tinus Everts                                                                                     |                     |                     |                     |                     |                     |                     |                     |                     |                     |                     |                     |                     |                     |                     |                     |                     |                     | 3                   |                     | 3                   |
| Britte Lagcher                                     | Jetta Robbers                                                                                    |                     |                     |                     |                     |                     |                     |                     |                     |                     |                     |                     |                     |                     |                     |                     |                     |                     |                     | 5                   | 5                   |
| Theo Wesselo                                       | Julius 'Caesar' Peper                                                                            |                     |                     |                     |                     |                     |                     |                     |                     |                     |                     |                     |                     |                     |                     |                     |                     |                     |                     | 5                   | 5                   |
| Justin Polanen                                     | Joel Kramer                                                                                      |                     |                     |                     |                     |                     |                     |                     |                     |                     |                     |                     |                     |                     |                     |                     |                     |                     |                     | 4                   | 4                   |
| Hans Ligtvoet                                      | Rogier Bulthuis                                                                                  |                     |                     |                     |                     |                     |                     |                     |                     |                     |                     |                     |                     |                     |                     |                     |                     |                     |                     | 3                   | 3                   |

Lijst van afleveringen · Lijst van personages · De overloper (telefilm)